# Abella de la Conca

El terme municipal d'Abella de la Conca

Abella de la Conca és una vila i municipi de la comarca del Pallars Jussà, Catalunya.
És el de més al nord de la Conca Dellà, que ocupa el terç sud-oriental del Pallars Jussà.
Tot i que geogràficament pertany a aquesta conca, no en forma part des del punt de vista administratiu, ja que el 1970, en el moment que es va produir l'agrupació de la resta de municipis en el d'Isona, ara anomenat Isona i Conca Dellà, Abella de la Conca en va romandre al marge, mantenint-se com a municipi independent.

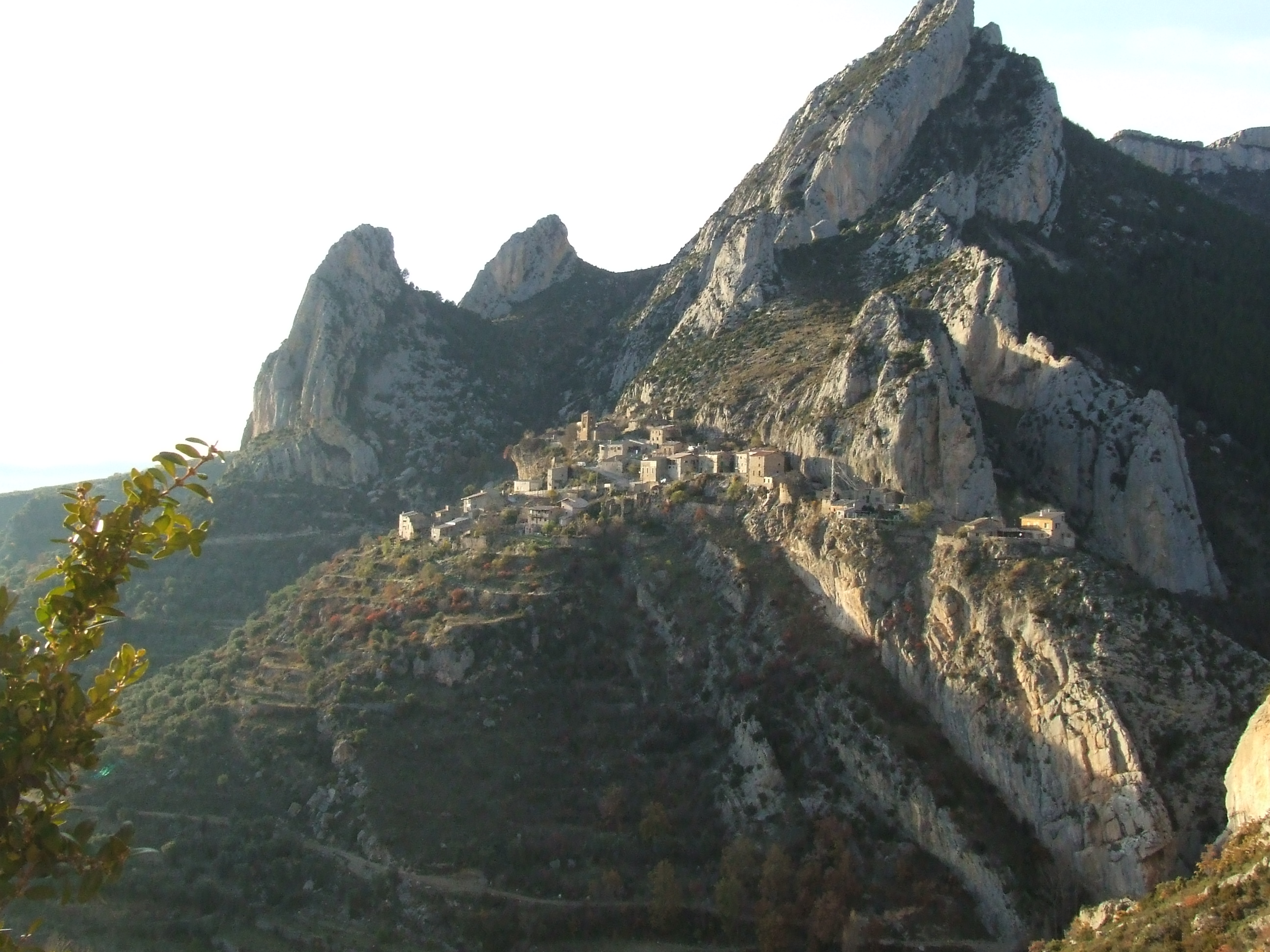
La vila des de llevant

En el moment de la formació dels ajuntaments moderns, a partir del desplegament de la Constitució de Cadis, el 1812, ja es constituí l'ajuntament d'Abella de la Conca, però també el de Bóixols i les Cases de Carreu. El febrer del 1847, però, aquest darrer ajuntament s'hagué de dissoldre, en no arribar al mínim de 30 veïns (caps de família) que exigia la llei aprovada aquell any, i s'hagué d'integrar en el d'Abella de la Conca, al qual pertany des d'aleshores.

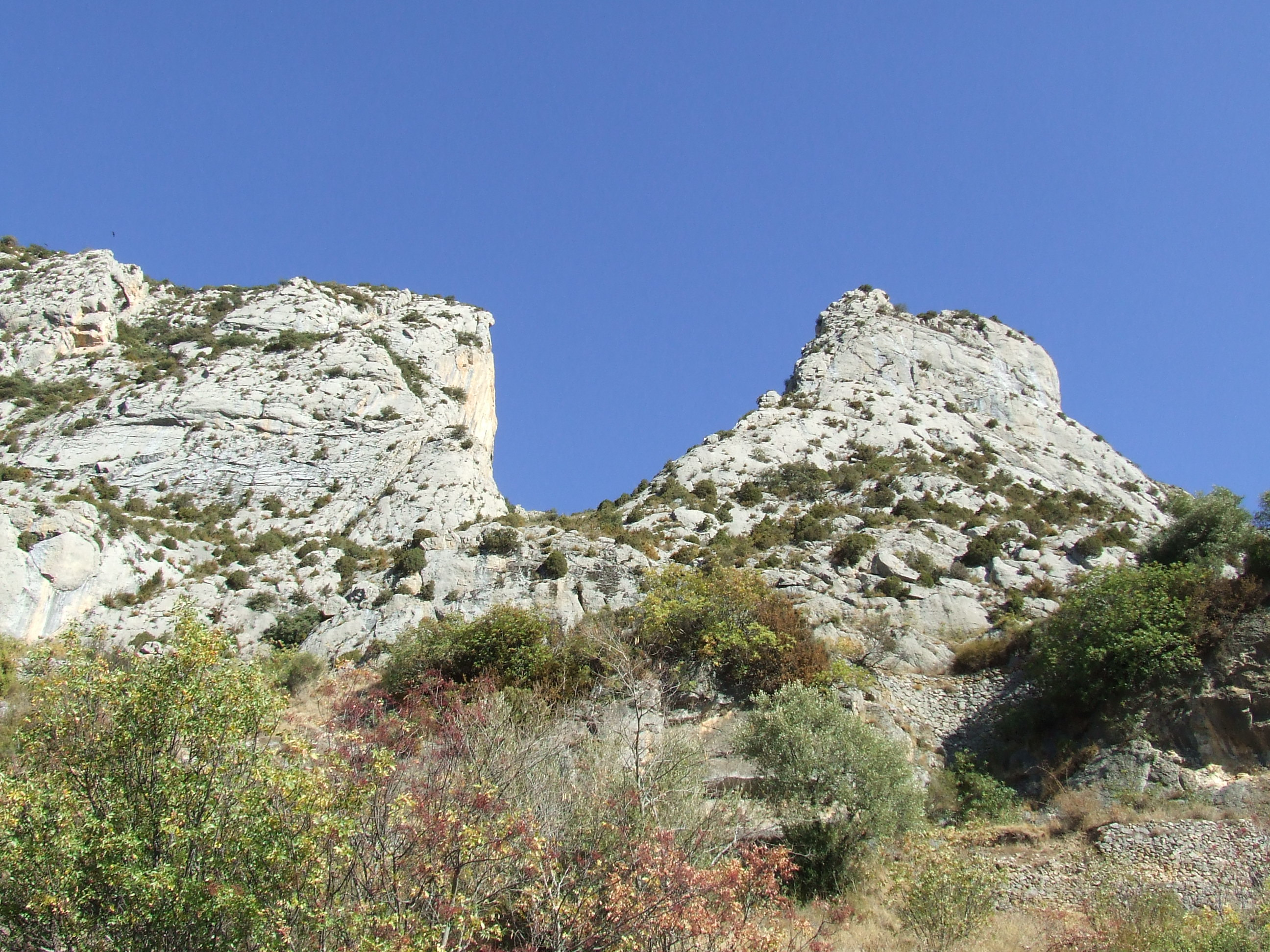
El Pas dels Lladres, damunt mateix de la vila

En la proposta derivada de l'informe popularment denominat Informe Roca, el terme municipal d'Abella de la Conca hauria de desaparèixer i integrar-se en el terme d'Isona i Conca Dellà, el qual, però, havia de passar a denominar-se Isona i Conca d'Orcau. També s'hi haurien d'haver unit l'enclavament dels Obacs de Llimiana, del terme actual de Llimiana, i tot l'antic terme de Sant Salvador de Toló, actualment pertanyent a Gavet de la Conca.

## Etimologia
Pel que fa a la primera part del topònim, el nom del poble procedeix del nom de l'animal. Seria, per tant, un topònim romànic, procedent del llatí tardà apicula. Tanmateix, podria tractar-se de l'assimilació per similitud al llatí d'un nom anterior, preromà.
Joan Coromines dona una altra versió, en part coincident: en els llocs on els primitius habitatges eren en forats a les roques, com els que hi ha al Forat d'Abella o a la zona de les Balmes dels safareigs, s'hauria produït un símil amb els ruscs de les abelles, i d'aquesta comparació vindria el nom de la població d'Abella de la Conca.
Com és freqüent en molts noms de lloc catalans, amb la teoria que gaudeix de més consens en el món de la filologia, coexisteixen d'altres teories, una part de les quals sorgeixen d'interpretacions d'autors concrets, i d'altres d'etimologies populars. Una de les teories que s'han postulat proposa que el nom d'Abella procedeixi d'una població italiana d'igual nom, que hauria estat traslladat amb la colonització d'aquesta zona. Encara, una altra teoria fa venir el nom d'Abella d'un dels seus colons: Avilius.
Sigui com sigui, en totes les teories trobaríem la coincidència de la presència del nom de l'animal que, de fet, és el que es representa en l'escut del municipi (en aquest cas l'etimologia popular va a parar a la solució correcta, ni que sigui per la via de la imaginació creativa).
Finalment, i com no podia mancar, també s'ha vist en el nom d'Abella un possible origen àrab: d'al-balda ('el poblet'). En aquest cas, sembla més improbable, atès que aquesta paraula àrab ha donat noms com Albelda, que es conserven quasi sense transformació.
La segona part és per la seva pertinença a la Conca Dellà, tot i que genèricament també se l'associa amb la Conca de Tremp.
La forma Abbella ja surt documentada al segle xi.

## Geografia
- Llista de topònims d'Abella de la Conca (Orografia: muntanyes, serres, collades, indrets..; hidrografia: rius, fonts...; edificis: cases, masies, esglésies, etc).

El terme municipal, amb una extensió de 78,27 km², no és pas dels més extensos de la comarca, tot i que supera la mitjana catalana. Ocupa un territori irregular, tant pel que fa a la seva orografia com pel que respecta a les conques hidrogràfiques, que mirarem de descriure tot seguit.
Es tracta de tres valls prou diferenciades, tot i que una d'elles, la vall de Carreu, pràcticament passa desapercebuda perquè roman lluny dels accessos motoritzats i està absolutament despoblada, en l'actualitat. A més, el seu millor accés és des de Pessonada, que pertany al terme municipal de Conca de Dalt. Les altres dues, la vall d'Abella i la vall de Bóixols estan centrades en els dos pobles del terme: Abella i Bóixols. El tercer poble fins fa ben poc habitat, la Rua, així com l'antiga caseria de Faidella, pertany a la vall de Bóixols, mentre que la Torre d'Eroles, actualment despoblat, a la d'Abella. Les valls de Bóixols i de Carreu estan explicades en els articles dedicats a aquests pobles.
Termes municipals limítrofs:
| Conca de Dalt       |                     | Cabó (Alt Urgell)          |
| Isona i Conca Dellà |                     | Coll de Nargó (Alt Urgell) |
|                     | Isona i Conca Dellà |                            |

### La vall d'Abella
Contrastant amb la resta del terme, l'antiga parròquia d'Abella de la Conca és la major part plana. De fet, presenta dues parts ben diferenciades, a un costat i a l'altre del Forat (o Foradot) d'Abella. Aquest impressionant accident geogràfic és dessota mateix del poble d'Abella de la Conca. L'eix vertebrador d'aquesta vall és el riu d'Abella.

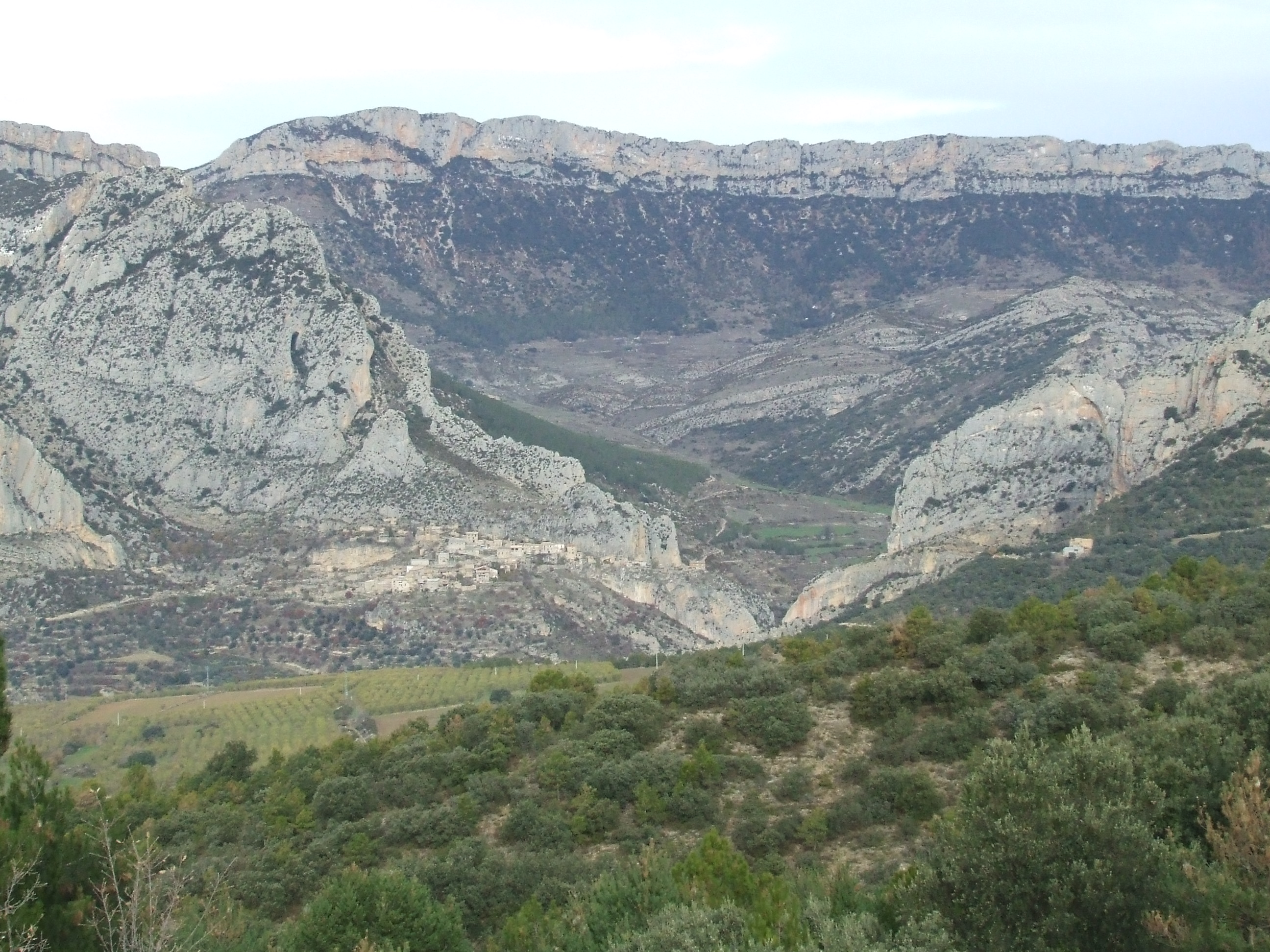
La part alta de la vall del riu d'Abella

Del Forat en amunt, es tracta d'una vall tancada i muntanyosa, a l'estil de les altres dues del terme, però bifurcada en dues a ran mateix del Forat. Del Forat en avall, és una extensa plana -solcada, això sí, per un profund riu i els seus barrancs afluents- que arriba fins a les portes d'Isona i de Sant Romà d'Abella. Tota aquesta vall roman compresa dins de l'espai natural de la Serra de Carreu, i la meitat del límit nord sencer està format per aquesta serra, que és el límit sud de la vall de Carreu.

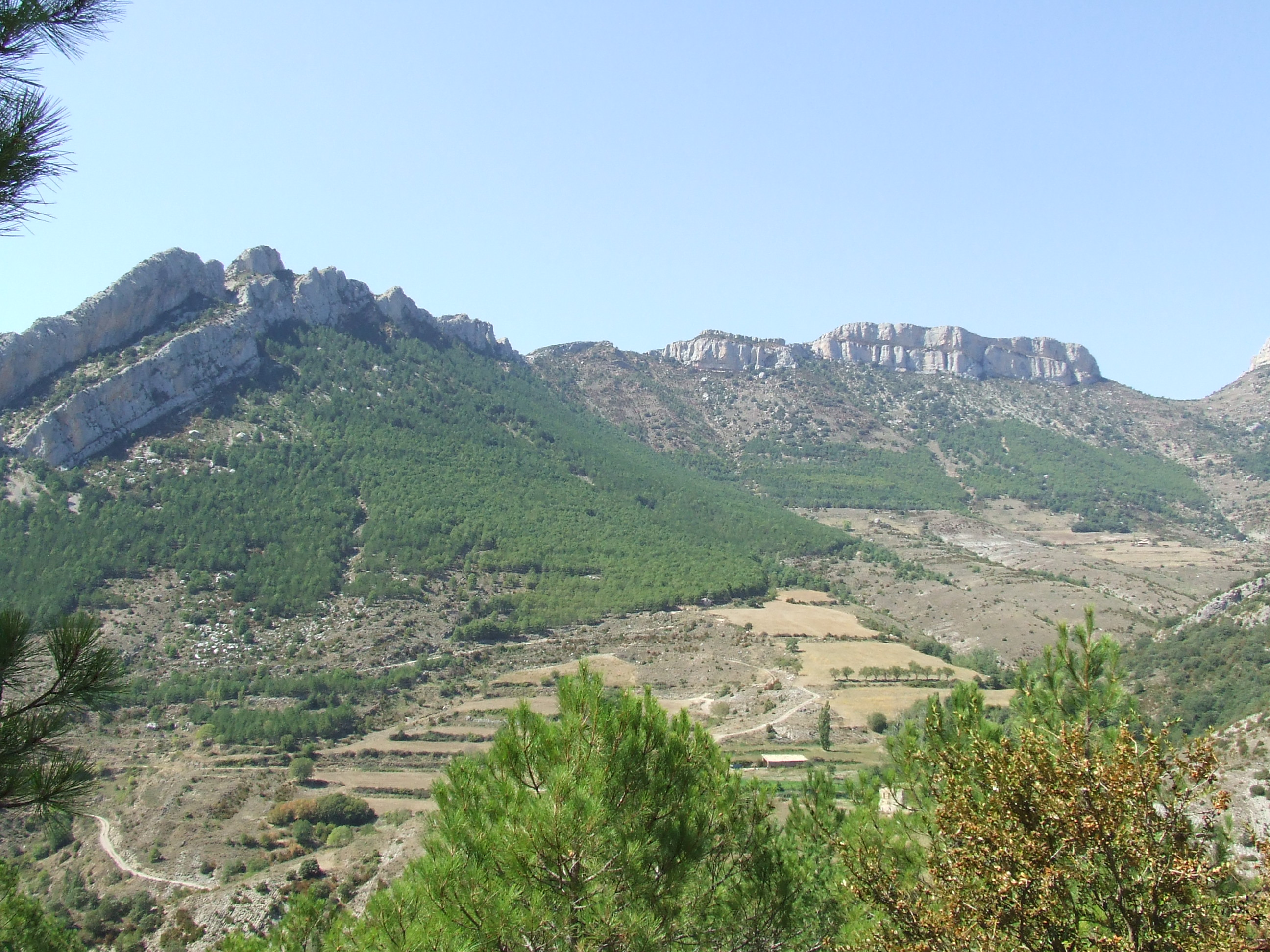
La vall del Barranc de Caborriu

La resta, cap a ponent, és l'extensió de la mateixa Serra de Carreu, que arriba al Gallinova, de 1.687 m. alt. D'aquí, aquesta meitat superior de la vall d'Abella tanca cap al sud per la carena que mena per la Serra de Monteguida a la Roca del mateix nom (1.557 m. alt.), la Roca de l'Espluga de Ninou (1.506) i Sarsús (1.462), i continua per la carena que va a raure al damunt del poble d'Abella, on hi ha les restes del Castell d'Abella de la Conca (1.011), i que tanca el Forat per ponent. Aquestes formacions enclouen la vall del Barranc de Caborriu. Cap a llevant, del mateix Forat arrenca la Serra de Carrànima, que fa de límit amb la vall de Bóixols, i que té lo Morral, de 1.275 msnm, i després el tossal on hi ha el santuari de la Mare de Déu de Carrànima, a 1.624 m. alt. Per tot el vessant nord d'aquesta serra, obac, s'estén el Bosc d'Abella. Tota aquesta part del terme d'Abella de la Conca forma part de l'espai natural Serra de Carreu.

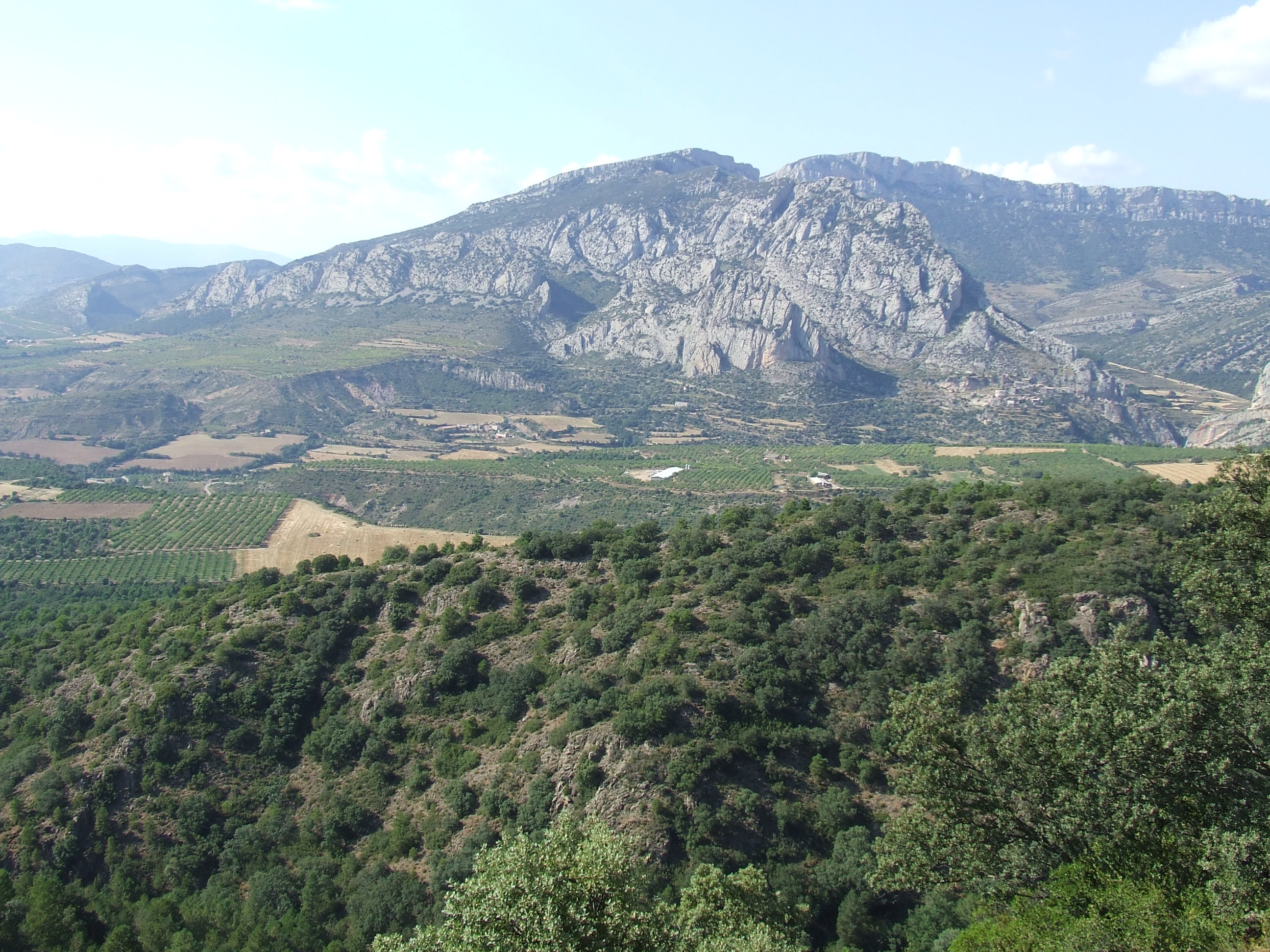
Contrast entre muntanya i pla a la vall d'Abella

L'altra meitat és pràcticament del tot plana, o costera, en els llocs per on baixa de les serres que la limiten: del Gallinova, baixa pels Feixans del Pas del Llop fins a Cal Trumfo i la Collada o Portell de Gassó, a 1.176 m. Des d'aquesta collada, el termenal, amb Isona i Conca Dellà, segueix un tros el barranc de Gassó, cap al sud-oest, i pel Pas la Vena (1.171), la Collada del Feixanet (1.113), el Pas de la Llebre (1.065) i la Collada Pelosa (882) va seguint una careneta (d'aquí venen tants noms de colls i passos) en direcció a l'extrem sud-occidental del terme d'Abella de la Conca, que és en una junció de torrents als 735 m. alt. Des d'aquest lloc, el terme trenca cap al sud-est, gairebé en angle recte, va a buscar el vessant nord-est del Tossal de la Doba, de 823 msnm, i torç cap al sud, sense seguir cap accident orogràfic pel mig de la plana, fins a arribar a prop de la vila d'Isona, a 713 m. alt.

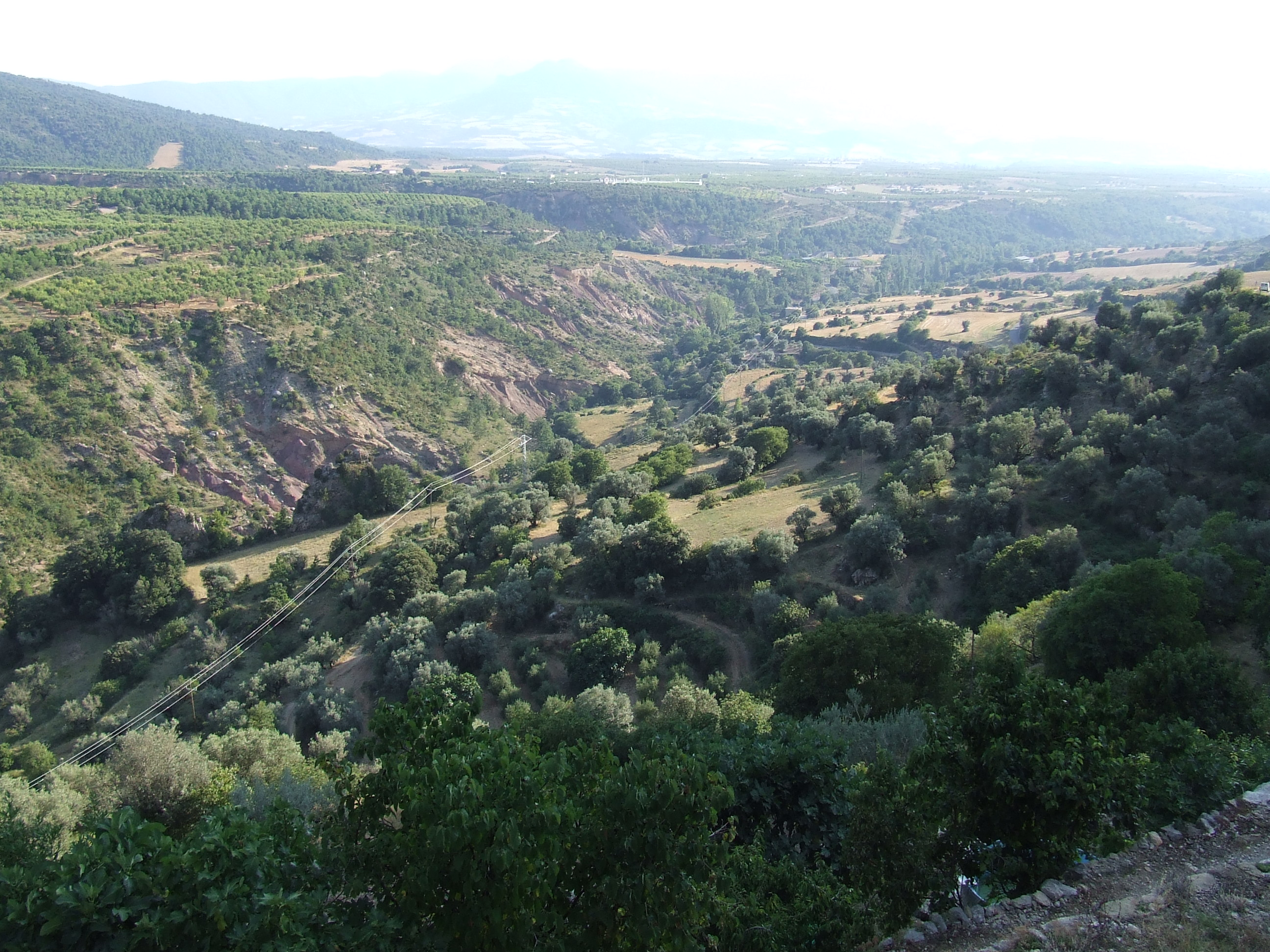
El Riu d'Abella als peus del poble

D'aquí, gairebé en línia recta i sense seguir tampoc cap accident geogràfic, va de dret al Serrat de la Savina i al Roc del Pas de Finestres, de 1.088 msnm, que és la serra per la qual baixa, serpentejant, la carretera de Coll de Nargó abans d'arribar al pla. D'aquí, per una carena en direcció nord-est, va a buscar el límit de llevant, que ha estat ja descrit com a límit de ponent de la vall de Bóixols.
El Riu d'Abella n'és l'eix vertebrador, tant de la part muntanyosa com de la plana. A la primera, rep per la dreta el barranc de la Torre, el barranc de Cal Palateres, el Canal del Gurdem, el de la Vall i el de Caborriu, cadascun dels quals marca una profunda vall subsidiària de la del riu. Un cop superat el Forat d'Abella, rep el llarg i sinuós barranc de Fonguera, que neix de la Canal del Ximo i de tot sallents d'aigua anomenats botants (Botant de la Sadella, de la Roca de Fonguera, o, simplement, lo Botant).

### Distribució del poblament
| Entitat de població | Habitants (2024) |
| Abella de la Conca  | 117              |
| Bóixols             | 33               |
| la Rua              | 11               |
| la Torre d'Eroles   | 0                |
| Carreu              | 0                |
| Font: Idescat       |                  |

Abella de la Conca és, actualment, l'únic poble agrupat, però, curiosament, el poble en si ha quedat gairebé del tot destinat a segones residències, mentre que els habitants s'han anat repartint per un munt de masies de la zona plana del terme, en un procés contrari al més habitual. Ho explica el fet que el poble és en un lloc inhòspit i de difícil accés.
Antigament hi havia també el poble de la Torre d'Eroles, que agrupava tot de masies, la major part avui dia despoblades: Casa Birrillo, Casa Coix, Casa Girvàs, Cal Joquer, Casa Junquer, la Torre d'Eroles mateix, formada per quatre cases... Entre la Torre d'Eroles i el poble d'Abella de la Conca, però ja propers al darrer, encara hi havia unes quantes masies més, al lloc anomenat lo Camp i entorns: Casa Manel, Casa Fontanet, Masia Gurdem, Casa Montsor, Mas Palou, amb la capella de Santa Maria, Casa Sarró, Casa Toà, la Casa de la Vall, Borda Marinxina, Borda del Paulí, el Molí d'Abella… Moltes d'aquestes cases s'han duplicat, pel que fa al nom, a la zona plana del terme, en abandonar-se la casa vella per anar a viure en un lloc menys feréstec.
L'actual poblament es reparteix entre los Planers (Ca l'Andreu, Borda del Roi, Cal Manjo, Cal Serret, Cal Vila, Xalet del Sobirana), el Pla, o los Plans (Cal Cuquerlo, Cal Joliu, Casa la Loli, Cal Martí, Ca l'Olivelles, Cal Peu, Cal Pere de la Isidra, Cal Toà, Cal Tomàs, Cal Codó), les Riberes (Cal Benetó, Cal Boixerol, Cal Cap-roc, Cal Castelló), la Viella (Cal Borrell, Cal Moixarda, etc.), i al voltant del temple de Santa Àgueda, que exerceix actualment d'església parroquial, i de les antigues escoles, actualment Casa de la Vila (Can Carreu, Ca l'Isidre, Cal Jou, Casa Manel, Cal Miquelet -en ruïnes-, Casa Montsor, el Bon Pastor…).
El terme d'Abella de la Conca està ple de racons que mereixen una bona sessió fotogràfica: d'entrada, el mateix poble i el Forat d'Abella, a sota seu, però també la Roca de Malinyana, les restes de l'església romànica de Santa Cauberola d'Abella de la Conca, davant i a llevant del poble, de caràcter mig troglodític, el mateix poble, el castell que té al damunt seu... i molts d'altres racons que el viatger pot descobrir si fa un tomb pels entorns del poble.

### Nuclis de població

#### La vila d'Abella

La vila d'Abella de la Conca, respecte del seu terme

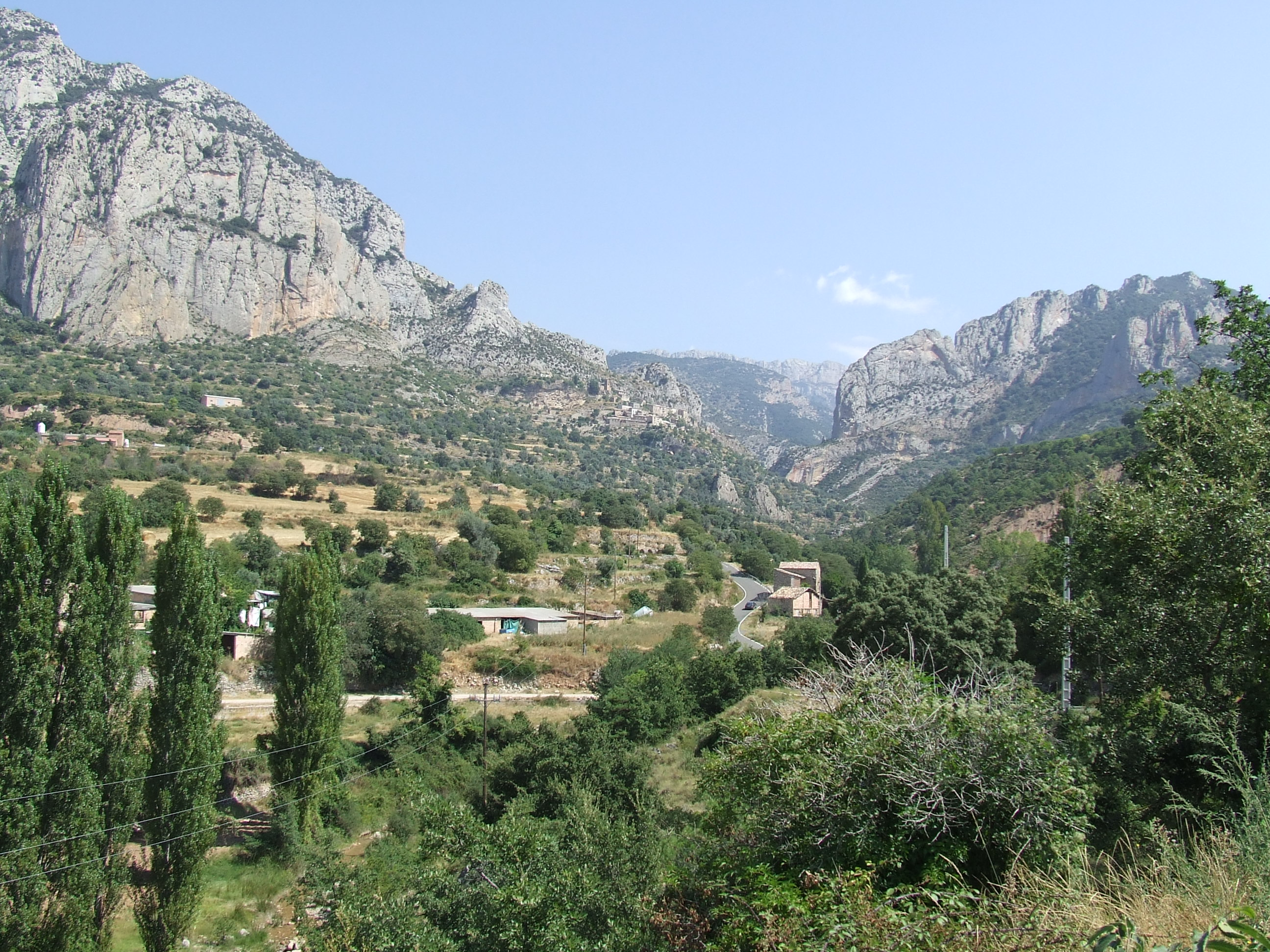
Vista general del poble i les muntanyes que l'emmarquen

L'antiga vila d'Abella de la Conca és avui dia un poble menut, amb molt poques cases habitades tot l'any -a l'estiu i als caps de setmana s'incrementa el nombre de cases obertes- i una bona part de les cases més antigues desaparegudes o en ruïnes. És un d'aquells casos en què, malgrat el títol de vila, que no es perd mai, no passa de ser un poblet, a principis del segle xxi.
Fins i tot les famílies que no han abandonat mai la seva residència a Abella de la Conca han preferit un habitatge nou en els sectors plans o semiplans del terme, més propers a Isona o a Sant Romà d'Abella, més ben comunicats i en llocs on l'agricultura és de més fàcil conreu i existeixen espais amplis per a les explotacions ramaderes, sobretot porcines.
S'ha donat, doncs, un desplaçament de la població cap al pla i els llocs més ben comunicats, com s'ha donat en molts pobles catalans al llarg de la història (El Pla d'Abella, les Riberes o la Viella o les Vielles, principalment). L'absència de la necessitat de defensa ha contribuït poderosament a l'abandonament dels llocs encastellats i feréstecs.
Ens hi referirem, i n'anirem fent la descripció, alhora que n'expliquem la història, a les línies properes.

##### Les cases de la vila d'Abella
- Ca l'Isidre del Portal
- Ca l'Isidre Vell
- Cal Móra
- Cal Mateu, abans de la reforma
- Cal Mateu, després de la reforma
- Cal Bep (antigament, Cal Ton del Bep)
- Cal Rosta
- Cal Batlle Vell
- Cal Bitxec (la porta és de Cal Batlle Vell)
- Cal Puialenc

#### Els altres llocs del terme
- El poble de Bóixols
- L'antic poble de Carreu
- L'antiga caseria de Faidella
- El poble de la Rua
- La caseria de la Torre d'Eroles

El terme d'Abella de la Conca té els pobles de Bóixols, la Rua, Faidella, Carreu i la Torre d'Eroles (els dos darrers ja despoblats), a més del santuari de la Mare de Déu de Carrànima.

#### Les masies d'Abella de la Conca
El terme municipal d'Abella de la Conca havia estat molt ric en poblament dispers. Actualment queden poques masies habitades, i de la majoria, se'n conserven només ruïnes o, fins i tot, només l'emplaçament o el topònim corresponent.
| Masies de los Plans - Cal Codó - Cal Crispí - Cal Cuquerlo - Cal Joliu - La Llenasca - Casa la Loli - Cal Martí - Ca l'Olivelles - Cal Peu - Cal Pere de la Isidra - Cal Toà - Cal Tomàs Masies de Planers - Borda del Roi - Ca l'Andreu - Cal Manjo - Cal Serret de la Serra - Lo Tronxet - Cal Vila - Xalet del Sobirana | Masies de les Riberes - Cal Benetó - Cal Boixerol - El Bon Pastor - Cal Cap-roc - Can Carreu - Cal Castelló - Granja del Castelló - Ca l'Isidre - Cal Jou - La Mallola - Casa Manuel - Cal Miquela - Cal Miquelet - Granja del Moixarda - Casa Montsor - Cal Serrat - Cal Teixidor Masies de les Vielles - Cal Borrell - Casa Vella de Borrell - Cal Gassó - Cal Moixarda - Cal Serret de Núria - Cal Trumfo - Casa Xinco - Cal Xinco Vell | Masies de la vall alta del riu d'Abella - Casa Bernardí - Cal Calafí - Borda del Castelló - Casa del Coll d'Allí - Borda del Cuquerlo - Casa Fontanet - Cal Gavatx - Casa Guerxo - Masia Gurdem - Cal Gurdem Vell - Borda de Jarret - Cabana de Llenasca - Borda Marinxina - Casa Meler - Borda del Miquelet - Casa Montsor - Cal Palateres - Mas Palou - Borda del Paulí - Cal Pere del Trena - Casa Sarró - Els Serrats - Casa Toà - Casa de la Vall - Casa Víctor |

Les masies dels pobles i caseries de Bóixols, Faidella, la Rua i la Torre d'Eroles es poden veure en els articles respectius.

### L'espeleologia al municipi
El terme d'Abella de la Conca no és dels més rics de la comarca en nombre de cavitats subterrànies, però s'hi troben les següents, totes elles explorades:
| - Forat A.1 - Sistema A.4-A.6 - Escletxa A.5 - Esquerda A.7 - Avenc B.1 - Avenc B.2 - Avenc B.3 - Esplugues de Cal Trumfo - Cova del Collet del Grau d'Herba-savina - Espluga dels Coloms - Forats dels Cóms - Bauma del Congost | - Espluga del Congost - Espluga petita del Congost - Les Escletxes - Pou Graller - Pou dels Grallons - Forat del Gurdem Vell - Espluga de la llau de la Creueta - Espluga de les Llenes - Espluga de Moreu - Forat Negre, de Carreu - Espluga de Ninou - Espluga de l'Oliva - Pou d'Ordins | - Forat número 1 dels Ossos - Forat número 2 dels Ossos - Espluga del Perdiu - Avenc del Plan-de-riba - Espluga número 1 d'en Ponça - Espluga número 2 d'en Ponça - Espluga número 3 d'en Ponça - Espluga Redona - Balmes dels Safaretjos - Avenc de la Sala Gran de Boumort - Forat de la Vaca - Escletxa de la Verdor Salvatge |

## Història d'Abella de la Conca

### Història antiga
El poble vell continua arrapat a les roques coronades pel castell i al damunt mateix del Forat d'Abella, lo Foradot, que és el lloc on restes trobades en coves i balmes ens remet a un poblament molt llunyà, que els autors daten en el Paleolític inferior mitjà-final. És a dir, entre 250.000 i 150.000 anys enrere. En aquest lloc el poblament, troglodític, s'hi degué mantenir fins a l'eNeolític, a l'edat del bronze o potser fins i tot fins a l'edat del ferro. Com hem dit anteriorment, d'aquest antic poblament en coves i balmes vindria el nom del poble. Són de destacar les Esplugues del Congost, quasi un quilòmetre al nord-oest de la vila, on es van trobar restes humanes i ceràmica feta a mà.
La llista d'elements arqueològics inventariats per la Generalitat de Catalunya, a la Direcció General de Patrimoni, és extensa i variada, amb elements que van des de la prehistòria fins a l'edat mitjana i moderna.
Aquest poblament, ja en les èpoques immediatament anteriors o coincidents amb la colonització romana, que ha deixat tants rastres a la veïna Isona i altres pobles de la comarca, el poblament es degué traslladar al lloc actual, que és on es van trobar almenys dues làpides romanes de què es té coneixement (una al presbiteri de l'església, l'altra davant la porta de l'antiga rectoria). Igualment, a la zona de ponent del poble, als peus de les Roques de Magaró hi ha restes de ruïnes possiblement romanes, si bé d'un tipus d'habitatge molt primitiu i conservat només a través d'elements constructius, no d'estructures: l'antiga ciutat de Pil·la. La memòria popular dels habitants d'Abella de la Conca servava el record de l'existència d'un poblat en aquest lloc. També foren descoberts a Abella uns forns de ceràmica sigillata. Foren els primers de ser trobats a la península Ibèrica. Encara, al cementiri de la població i a la partida dels Ferginals hi ha jaciments amb restes d'època romana.
Dins del municipi romà d'Aeso (Isona), la colonització d'aquell municipi sembla que no fou gaire intensa, possiblement per la llunyania del territori respecte de les grans vies de comunicació, de manera que caldria parlar més de comunitats indígenes que s'anaren romanitzant que no pas d'una colonització romana a l'estil de les zones més properes a la costa catalana. Segons el ja citat Joan Coromines, els Pallars visqueren la pervivència de les llengües autòctones prellatines fins ben entrada l'edat mitjana.
Així, Abella de la Conca, com a part de l'antic municipiu aesonense passà a formar part del pagus pallariense, que és la base dels Pallars amb una entitat comarcal pròpia (que en un primer moment devia abraçar tots dos Pallars).

### Edat mitjana
El pas dels àrabs devia ser breu, a tota la comarca; pel que afirmen els historiadors, el Pallars Jussà fou molt de temps terra de frontera i, com a tal, despoblada. Deu ser per això que els vestigis de la dominació sarraïna són quasi inexistents, i es redueixen a alguns topònims, com també hem dit anteriorment per al cas d'Abella, i a vestigis de torratxes defensives en llocs elevats.
L'expansió cap al sud dels protocatalans, d'origen got, que poblaven intensament la zona pirinenca, feu possible que comencessin per conquerir les terres poc poblades que els àrabs havien deixat entre les zones que dominaven més bé i les pertanyents als cristians. Així, el Comtat d'Urgell s'expandí cap al sud-oest entrant per Bóixols ja al segle ix, i aviat Bóixols, la Rua, Abella i Llordà constituïren llocs avançats controlats des de la Seu d'Urgell. Un segon avançament, al segle x bastí castells d'una segona línia: Biscarri, Toló, Conques, Llordà i Abella. Arnau Mir de Tost fou el cavaller que va esforçar-se per construir aquest assentament, prenent terres als sarraïns. També és a causa d'aquest fet que encara actualment tot el Pallars Jussà pertany al Bisbat d'Urgell, tot i que, mentre va existir, era més proper el bisbat d'Isàvena, a la Ribagorça, però en terres dominades pels aragonesos.
Pel que fa a la vila d'Abella de la Conca, el 973 són ja citats el castell (Castro Abiliense) i el Collum de Abilia (coll d'Abella), probablement el lloc on actualment hi ha la plaça del poble, amb la font.
El 1157 el comte d'Urgell Ermengol VII i la seva muller, Dolça, juntament amb tot de senyors de la rodalia, entre els quals destaca Bernat d'Estopanyà, atorgaren carta de població als habitants d'Abella, amb unes condicions molt favorables. Segurament es tractava de tributs minsos als senyors feudataris i als castlans del lloc, que, units als drets sobre la terra van fer que es repoblés molt el terme d'Abella de la Conca. En aquest fet també podríem veure-hi l'arrel del fet que la major part dels boscos del terme siguin, encara avui dia, comunals. Sembla que una de les conseqüències d'aquesta pertinença sobre els boscos és una de les causes que Abella de la Conca no admetés el 1970 ser inclosa en el nou terme d'Isona i Conca Dellà.
D'aquesta època és el Castell d'Abella, situat damunt de la roca que corona el poble pel nord, així com les mostres constructives més antigues trobades a la vila, com les de la Balma dels Safaretjos, d'època medieval, però d'origen possiblement fins i tot prehistòric.
Abella de la Conca fou cap, ja al segle xv, de la Baronia d'Abella, i l'actual terme municipal comprèn la major part de l'antiga baronia. Només Sant Romà d'Abella n'ha quedat fora. Així doncs, com en molts casos, trobem un territori senyorial, la Baronia d'Abella, en la base de la formació d'un municipi actual.

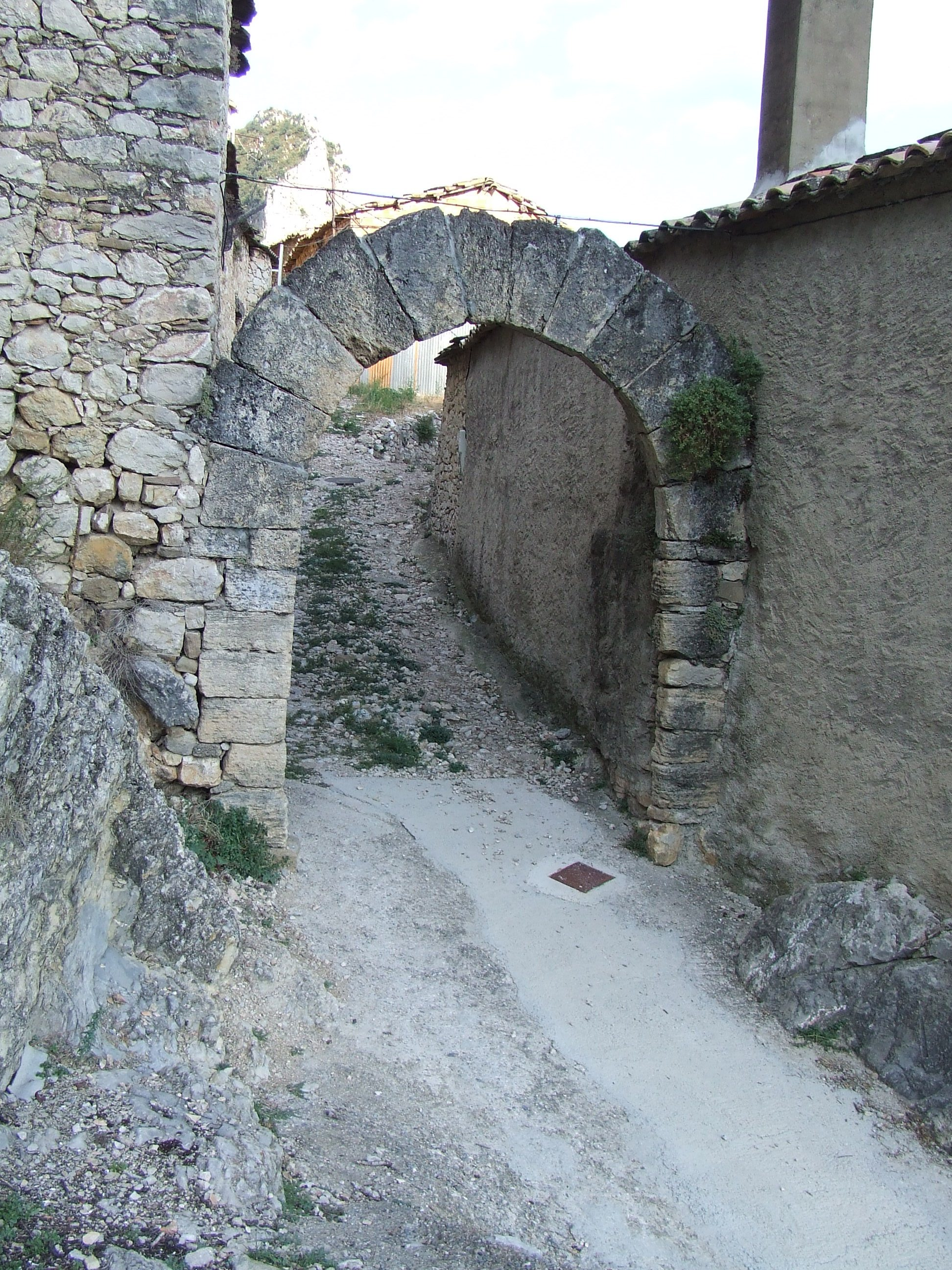
El Portal

Sota mateix del castell, protegit per ell i segurament aprofitant les restes de l'antic poblament romà nasqué el poble d'Abella, que en un primer moment era envoltat per un mur de defensa i tenia quatre portals per accedir-hi. Es tractava, doncs, d'un poble castral. Són poques les restes d'aquesta murada, però sí que roman dempeus el portal d'Isona. De la població medieval, en romanen dispersos diferents elements, com arcs o fragments en mur, entre les cases -senceres o enrunades- del poble actual, però l'element més significatiu, sense cap mena de dubte, és l'església parroquial romànica de Sant Esteve.
La presència, documentada, d'una segona església, dedicada a Santa Maria, esmentada en els documents com a Santa Maria infra Abella, ens faria veure la importància que tingué Abella de la Conca en temps medievals. D'aquesta segona església en queden restes, englobades en la casa principal del Mas Palou, uns 800 metres al nord-est de la vila. A l'exterior, se'n pot reconèixer el portal adovellat, a la façana de migdia del mas. També hi ha restes d'una altra església romànica, advocada a Sant Miquel, a l'est de la vila, prop del mas de Cal Vilar. Finalment, davant de la vila, a l'altra banda de la vall i del Forat d'Abella, hi ha les restes de l'església romànica de Santa Cauberola, interessant mostra de construcció troglodítica, atès que aprofita en part una bauma.
Les crisis de la Baixa edat mitjana van colpejar Abella i els seus pobles de la mateixa manera que afectaren la resta del país. La gran fam dels anys 1315, 1316 i 1317, les males collites en tota mena de fruits de 1323 i 1324, l'any de la gran fam (1347) i la pesta negra l'any següent, els rebrots posteriors (1362-1363 i 1371), així com la important carestia d'aliments dels anys 1374 i 1375 arrasaren el país, econòmicament i humana, a més de provocar greus crisis socials i polítiques.
No es tenen dades concretes de la població del terme d'Abella de la Conca d'abans del 1378, però si extrapolem les que es tenen per a pobles veïns, s'observa arreu un descens important de la població, que sens subte afectà profundament Abella i el seu terme. En el fogatge general de Catalunya del 1378, Abella de la Conca té 31 focs, 7 dels quals eren sotmesos a domini de l'església. Al cap de cent anys, en el fogatge de 1497, Abella continuava tenint 32 focs, que segurament incloïen els de Bóixols. El descens de població és important, atès el volum d'aquests pobles.
Cal tenir en compte que, a més, el Pallars rebé els efectes que avui dia anomenaríem col·laterals de diverses guerres: incursions de tropes franceses a les acaballes del segle xiii (en resultà molt afectat el proper poble de Montesquiu, a prop d'Orcau, per exemple); tropes mercenàries que estaven lluitant a la Guerra dels Cent Anys gascones, del rei de França, que aprofitaren una treva de la guerra per a dedicar-se al pillatge (1368), etcètera; incursions del Comte de Foix el 1396 per reivindicar el seu dret a la Corona a la mort de Joan I (el Comte de Foix n'era gendre), etc.
Aquesta darrera se sap que afectà de ple Abella de la Conca: baixant de la Serra del Boumort s'empararen d'Abella i de Sant Romà d'Abella, per després anar cap a Orcau. Fou una campanya breu (uns vuit dies), però molt intensa, i que obligà en molts llocs la població a fugir.
No havien passat 20 anys i una nova sacsejada causà estralls a tota la Conca Dellà: les disputes entre el Bisbe d'Urgell i el Comte de Pallars pel domini de la terra assolaren de nou Abella de la Conca. I al cap de 20 anys més, fou el Comte de Pallars Arnau Roger IV qui inicià un conflicte amb la reina Maria de Castella, ajudada pel seu parent Joan I de Foix, que hi cometeren tota mena d'excessos, per un i altre bàndol. Novament, al cap de 30 anys el nou Comte de Foix, Gastó IV de Foix envaí els Pallars, just en el moment que tot Catalunya estava immersa en la guerra civil de 1462-1472, i el comte Hug Roger III s'enfronta a Joan II Sense fe, encapçalant el bàndol favorable a la Generalitat de Catalunya..
Acabada aquesta guerra civil, quan calia començar la reconstrucció del país, Joan II es tornà a embrancar en noves hostilitats, aquestes amb el rei francès. L'escenari principal fou la Catalunya Nord, però de retruc els Pallars reberen els estralls dels exèrcits mercenaris incontrolats. Alhora, Hug Roger III, que a causa d'això va esdevenir últim Comte de Pallars, partidari del Príncep de Viana, s'alià amb el rei francès, Lluís XI, per combatre novament contra el rei. En tots aquests conflictes, que empobriren notablement el país i feren minvar la seva població, Abella de la Conca i els altres pobles del seu terme -en tot cas no Sant Romà, que eren més a prop de les vies de comunicació- no patiren de forma tan directa les destruccions de pobles i castells i no apareixen en les relacions de places destruïdes o molt malmeses.
La Baronia d'Abella no apareix gaire sovint esmentada en tots aquests conflictes. Sí, en canvi, el Baró d'Abella és esmentat sovint relacionada amb afers polítics catalans de caràcter general. És de suposar, doncs, que ja no devien residir ni en el castell ni en el poble, i tenia casa a Barcelona.

### Segles XVI, XVII i XVIII
El segle xvi continuaren els estralls en el país. Noves èpoques de fam (1518 i 1522), noves pestilències (1530, acompanyada de fam, 1560…), males collites, com la de 1589, etc. Malgrat tot, sembla que s'inicia una tímida recuperació dels pobles pallaresos. En el fogatge del 1553, Abella de la Conca declara 20 focs laics, 2 de capellans i 1 de militar, i el 1595, Abella declara 33 focs.
Tornaven a ser temps convulsos, com el darrer de l'edat mitjana. Constants incursions destructives derivades de les guerres amb França i de les hostilitats seculars amb el Comte de Foix i bandidatge (de vegades sense possibilitat de distingir on començava i acabava una cosa i l'altra). El bandolerisme fou molt present a la zona, muntanyosa i ideal per als membres de les bandositats, que sovint comptaven amb la col·laboració dels naturals del país. Així, el 1592 el Minyó de Montellà i en Barbafina, molts actius en aquests indrets, assaltaren un mercader a Sant Salvador de Toló, li robaren roba de molt valor i amagaren el fruit del robatori en part al castell d'Abella.
El XVII visqué la Guerra dels Segadors, que directament afectà poc la comarca en un primer moment, però n'afectaren la població, ja que va haver de ser mobilitzat un home per cada deu cases, i cada casa fou gravada amb dos sous per a sufragar la guerra. El 1644 l'exèrcit castellà entra a la comarca, amb 500 homes i 400 cavalls, pel Montsec, i Josep de Rocabruna s'hi enfrontà amb 300 homes i 100 cavalls, mobilitzats amb molta pressa. Hi hagué un fort enfrontament, però els pitjors estralls van venir posteriorment, amb els abusos dels castellans en la seva estada a la comarca en els anys successius. Els anys següents van veure el mateix cas, però ara amb els francesos de protagonistes, i la Conca sencera esdevingué zona de frontera i, per tant, de combat entre castellans i francesos.

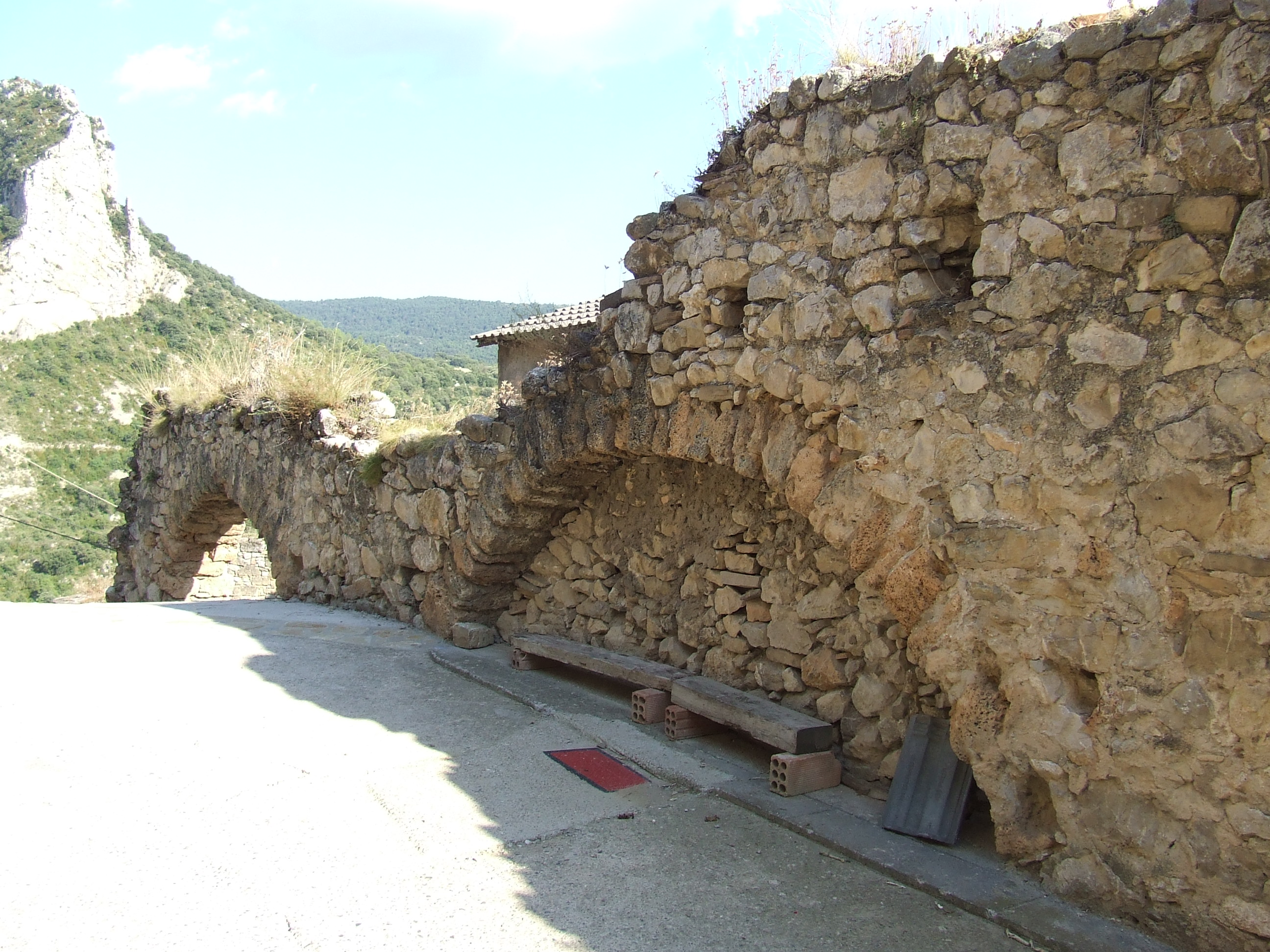
Restes de l'antiga esplendor d'Abella de la Conca

Un altre cop Abella de la Conca, terme, vila i castell, foren dels qui menys reberen, atesa la seva situació una mica al marge de les vies de comunicació principals. El 1708 Abella tenia 47 cases, i el geògraf Josep Aparisi dona els tres llocs d'Abella, Bóixols i Sant Romà com a constituents d'un dels termes de la comarca.
La Guerra de Successió va viure com tota la Conca es decantava per l'Arxiduc Carles d'Àustria. Tanmateix, hi va haver partides de paisans armats filipistes, coordinats pel sotsveguer botifler del Pallars. En un informe d'aquest a la superioritat, afirma que el Bayle de Abella, este mató dos voluntarios. Diversos pallaresos se significaren prou entre els austriacistes, entre els quals destaca, per pertànyer al terme d'Abella de la Conca, Joan Benet Erill, de Cal Baró de Bóixols.
Acabada la guerra, en el cens del 1716 consten a Abella 76 cases i 57 persones, i en el cens del Marqués de Campoflorido, del 1717, Abella té 15 homes i 5 pobres (es refereix a caps de casa, i consten així, en el cens). És una època en què, a ran del Decret de Nova Planta, els afanys dels governants castellans són implacables en la seva pretensió de dominar Catalunya: els censos són constants, i l'aplicació del Cadastre absoluta, amb la qual cosa es produïren molts aldarulls arreu del país. En aquesta època Abella de la Conca fou adscrita al Corregiment de Talarn.
En el cens de Floridablanca, del 1787, Abella té 193 habitants. La recuperació demogràfica, malgrat tants d'episodis d'agitació, és evident. Aquest cens està molt ben fet i detalla amb precisió el sexe, les edats i ocupacions d'aquestes persones. A Abella hi consten 26 pagesos, 11 jornalers, 8 criats, 3 capellans, 2 artesans i 1 empleat amb sou del rei.
Tres anys després, Francisco de Zamora va procedir a enviar enquestes als ajuntaments de tot el país, per esbrinar la situació real de cadascun. L'enquesta, i la resposta, relativa a Abella de la Conca s'ha conservat, i relata que hi ha 35 cases i 140 veïns, i que no s'observa en els darrers anys ni creixement ni disminució; les cases són fetes sota el penya-segat, de manera que sovint aprofiten les baumes i algunes cases tenen com a teulada la mateixa roca. L'obra, com diu Zamora, de cal y canto. Descriu un poble ja sense recinte murat, de carrers estrets i una placeta també estreta.
Pel que fa a les condicions de vida, Zamora explica que el aseo puede decirse el más ínfimo que pueda pensarse. L'aliment, a base de farinetes fetes amb mescla de sègol i blat de moro, condimentat amb oli. Només a les festes tastaven carn, de porc, per la qual cosa, la gent era de poca fuerza. En una clara contradicció amb una altra descripció anterior, que hem esmentat, Zamora diu que Abella roman tancada per tal de protegir-se de bandolers i de llops. També parla de la perillositat de la proximitat del cementiri a les cases, però, per fortuna, el lloc era molt ventilat (el cementiri encara avui dia és al mateix lloc).
Pel que fa a l'organització social, Abella de la Conca pertanyia a la baronia homònima, per la qual cosa nomenava els batlles el senyor d'aquella titularitat; ara bé, als pobles de Carreu i de Sant Romà es produïren conflictes jurisdiccionals en nomenar-hi batlles, ja que el senyor d'Abella triava gent que li fos fidel, que no eren ben acceptats en els pobles respectius, A més, en el cas de Sant Romà hi va haver injerències per nomenar batlle per part del Duc de Medinaceli.

### Els temps contemporanis

#### Segle XIX
La Guerra del Francès directament afectà poc la vila d'Abella. Pel seu caràcter marginal, en el marc de la comarca, Abella no va patir el pas dels francesos, devastant el país, que sí que visqueren Isona, Conques i Figuerola d'Orcau, sobretot, ja a les acaballes de la guerra. El mateix passà amb les altres revoltes i pertorbacions del XIX.
El 1812 es promulga la constitució espanyola coneguda com a Constitució de Cadis. En el seu articulat es preveu que es constitueixin els ajuntaments, en funció de la mateixa estructura existent anteriorment. En aquell moment es crea el municipi modern d'Abella de la Conca, així com el de Bóixols i les Cases de Carreu, que el febrer del 1847 fou unit al d'Abella de la Conca per no arribar als 30 veïns (caps de família). Abella de la Conca assolia així 60 veïns (caps de casa), dels quals 54 eren electors censataris i un per capacitats superant, doncs, el mínim legal per a mantenir el municipi. Constituïa el seu ajuntament un alcalde, un tinent d'alcalde i 4 regidors.
Amb la reestructuració de l'estat fruit de les reformes liberals emanades de la mateixa constitució, Abella de la Conca passa a formar part, el 1834, del partit judicial de Tremp i de la província de Lleida.
L'únic moment en què Abella de la Conca pren una mica de protagonisme és a la Primera Guerra Carlina, quan el veí de Sant Romà Anton Llorens, anomenat Senterat, es presentà voluntàriament l'estiu del 1840 davant del comandant de la Seu d'Urgell perquè l'indultessin, com havia promès el governador de Talarn. Fou executat a garrot vil acusat de diversos crims, que ell mai no va admetre. Així mateix, a la Segona Guerra Carlina, o dels Matiners, destacà una altra persona vinculada amb Abella: Josep de Calassanç de Abad de Subirà i Casades, baró d'Abella, era carlí moderat, i s'oferí de mitjancer pacificador en les converses entre liberals i carlins. En ser davant del capitost carlí Rafael Tristany, aquest se'n malfià i el va lliurar al general Cabrera, qui el jutjà i l'executà el febrer del 1849, acusat d'intent de suborn i d'estar al servei de la reina. A part d'això, cal destacar que la Serra de Carreu, i la vall i poble adjacents, que són del terme d'Abella de la Conca, foren sempre refugi de bandositats, carlins, i més modernament maquis i contrabandistes.
Aproximadament en aquesta època és el moment en què els col·laboradors del geògraf Pascual Madoz passen per Abella de la Conca per acaptar la informació que surt en el Diccionario geográfico.... Fa una descripció molt precisa de la vila: és al peu d'una roca, en terreny desigual, sobre un pendent molt inclinat que baixa fins a tocar el riu en el Forat d'Abella; té 78 cases baixes, petites i de mala construcció, moltes de les quals més que cases es podrien anomenar balmes o coves, fetes sota la roca. Els carrers són incòmodes i irregulars...
Els dos primers terços del segle xix fou esplendorós per a Abella de la Conca. El 1830 hi consten 369 habitants; el 1842, 720; el 1860, 1.067; el 1877, 1.057, però amb Bóixols inclòs, i el 1887, 356. Per exemple, en el cens del 1857 Abella de la Conca apareix amb 1.224 habitants i 219 cèdules personals inscrites, repartides de la manera següent: Abella de la Conca, 1.067 habitants i 170 cèdules; Alquerías, tres, 50 i 25; Boixols, 76 i 15, Carranné, 2 i 1; Carréu, 5 i 1, i Llahortó, 24 i 7.
Tanmateix, enmig d'aquestes dades, n'hi ha una que contrasta fortament: el 1845 (data de publicació del Diccionario de Madoz), en aquesta obra es referencien 20 veïns (caps de casa) i 120 ànimes. Fóra probable que es tractés d'un error, potser del col·laborador, potser del mateix Madoz en fer la redacció final, ja que per a Bóixols i les Cases de Carreu dona exactament les mateixes dades.

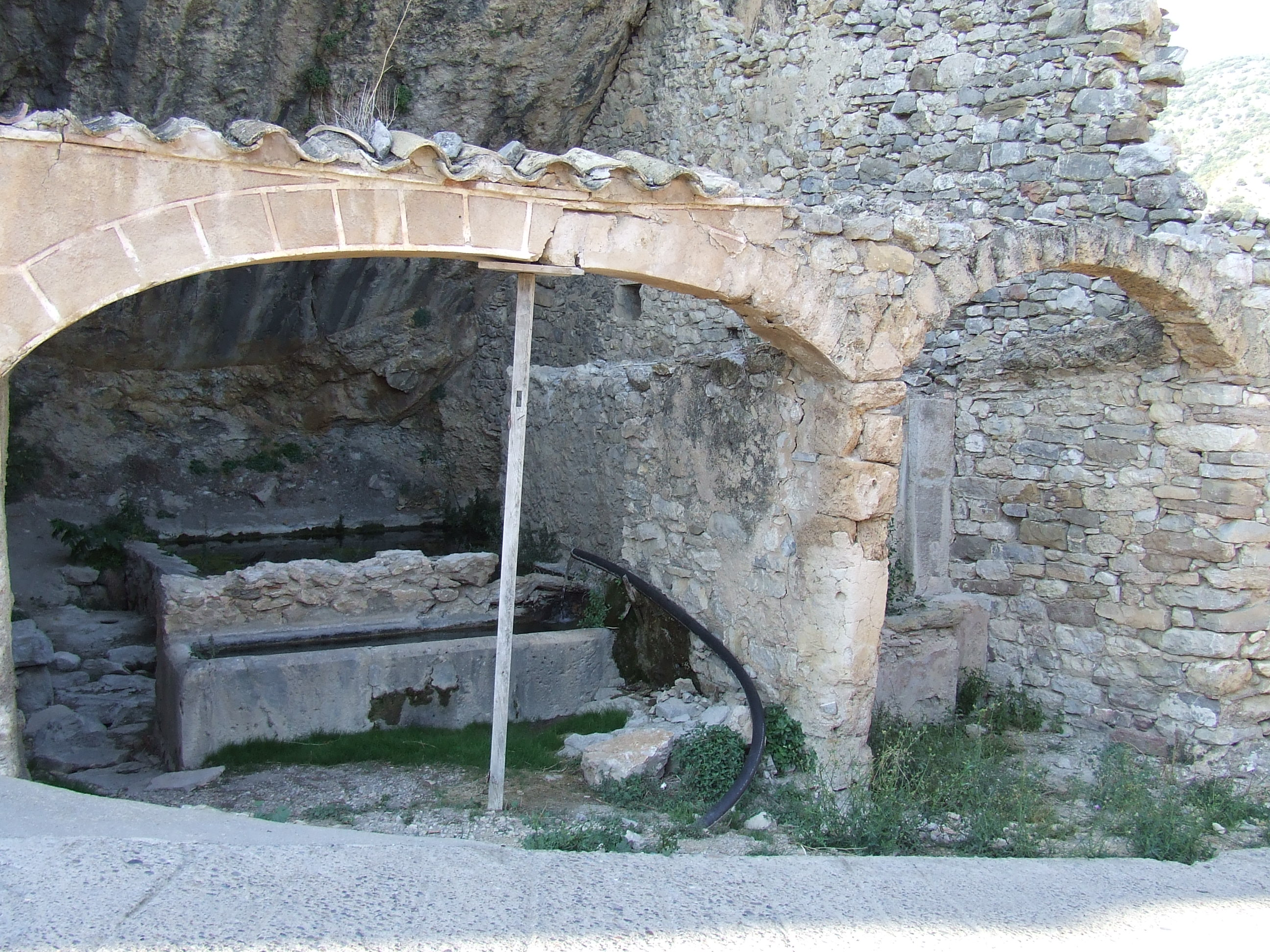
Els safareigs i la font públics d'Abella de la Conca (el doble arc va caure el 2010)

Aquesta creixença sobtada produí arranjaments importants en el poble, entre ells els safareigs públics i la primera font, contigua, que avui dia romanen dempeus però abandonats i palesant tot el pes de la decadència viscuda a partir dels anys 70 del segle xix. Les causes d'aquesta creixença són diverses, però sens dubte la més efectiva i significativa fou la mesura empresa pel baró d'Abella per tal d'incrementar la població del seu senyoriu, fent créixer així el nombre de terres conreades i, per tant, les rendes que en treia: va permetre, i facilitar, que els fills de qualsevol poble del terme, o els casats amb filles d'aquests llocs, prenguessin lliurement tota la terra que volguessin, amb la condició que el llauressin en el termini d'un any. Alhora, emprenia obres per a millorar el treball de la terra: feu un projecte per a fer una resclosa al Forat d'Abella (que no va tirar endavant), i tot de canalitzacions -que sí que varen ser fetes- per a regar la ribera del riu d'Abella i el pla de Sant Romà. Els safareigs i la font pública que hi ha sota la balma prop de l'extrem nord del poble pertanyen a les millores fetes en aquell moment.

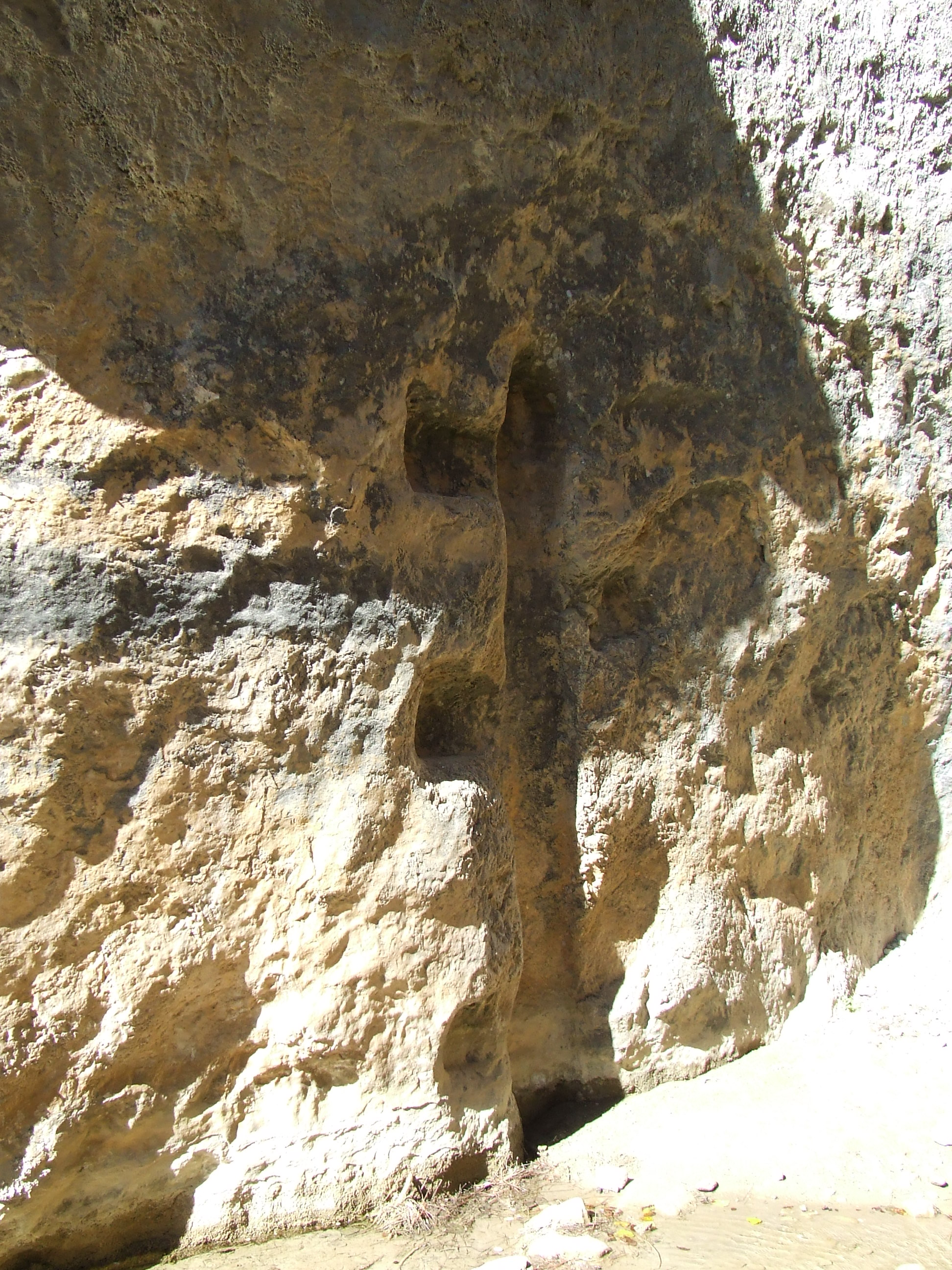
Senyals de la presa que es va començar al Forat d'Abella

Però no va durar gaires anys, ja que el 1884 una epidèmia de còlera feia baixar en picat el nombre d'habitants del terme, sobretot d'Abella.
Les condicions de vida, tanmateix, no canviaren gaire al llarg d'aquell segle. En totes les descripcions de la vila d'Abella es diu el mateix que havien dit Zamora i Madoz: cases que aprofiten les balmes i coves i d'altres d'obra senzilla; només alguna destaca que hi ha algunes cases de moderna construcció. La principal ocupació, gairebé única, era el camp (blat, oli i fruites, que segons Madoz cal ampliar a sègol, ordi, civada, hortalisses, patates, llegum i vi).
La ramaderia ocupava un segon pla. Segons Madoz, Abella disposava d'ovelles, cabres, 40 ases (i mules) per a la feina agrícola, i 50 parelles de bous per a la mateixa tasca. Completaven les característiques del lloc el fet que hi havia abundant cacera de conills, llebres i perdius,
Actualment ha guanyat molt de terreny la ramaderia, però és sobretot porcí, el que es troba a Abella i el seu terme. La indústria no es va desenvolupar mai en el moment que pertocava, i el terme va romandre, fins avui dia, sense indústria. La minsa indústria que havia existit es reduïa a molins de farina i d'oli, propietat del baró d'Abella.
Les terres comunals han estat sempre una font de riquesa per al terme: el 48,95% de la superfície del municipi han estat sempre comunals, la major part boscos. Cal destacar que Abella de la Conca és dels municipis de la comarca amb més hectàrees de bosc.
La creixença de la part central del segle xix portà a la població l'escola: el 1872 ja consten partides per a pagar dotació i sou del mestre i de la mestra, tot i que l'escola de noies no tenia assignada cap partida per a material escolar. Un cens del 1877 ens en mostra el grau d'analfabetisme: de 1.057 habitants, només 30 homes i 2 dones sabien llegir i escriure. Així doncs, els analfabets eren el 96,97% de la població. De l'any 1893 consta el nom de la mestra assignada a Abella: Maria P. Domeque i Ciprés, amb 8 anys, 2 mesos i 6 dies en el seu full de serveis.

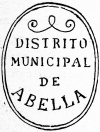
Segell municipal d'Abella de la Conca vers el 1900

#### Segle XX
El segle xx va viure el progressiu despoblament dels pobles d'Abella de la Conca, amb fortes oscil·lacions, però. Així, dels 136 edificis i 294 habitants de l'any 1900 (als quals caldria afegir els 16 edificis i 65 habitants dels caserius del camí ral (el sector pla del terme, camí d'Isona), es va anar baixant a 215, 172 i 98 abans de la guerra, de deu anys en deu anys, per remuntar una mica el 1940 (211) i 1950 (269), i tornar a davallar ja fins als nostres dies: 211, 168, 118 i 111, també de deu anys en deu anys. El 2000 consten 179 habitants a tot el terme, incloent-hi Bóixols i la Rua, i el 2007, 188, cosa que fa que tot el municipi tingui una densitat de població de 2,4 h./km².
Els primers anys del segle visqueren males collites i plagues del camp, com la fil·loxera, així com secades i episodis de grans pedregades que malmeteren fortament les collites. Aquests fets es va unir a l'emigració que s'anava produint cap a les zones que s'estaven industrialitzant i oferien llocs de treball (de primer Isona i Tremp, més endavant Manresa i Lleida, entre d'altres, i, finalment, el Vallès, Barcelona i la seva perifèria.
Aquests mateixos anys veieren la construcció de les primeres carreteres d'accés a la comarca i entre els seus pobles, i el 1916 s'enllaçà Abella de la Conca amb la carretera d'Isona a Coll de Nargó, la qual passava per Bóixols. La resta eren camins veïnals que enllaçaven amb aquestes carreteres i la d'Artesa a Tremp per Comiols.

Escut municipal d'Abella de la Conca anterior al 1984

Malgrat tot, el 1926 Abella encara tenia una certa vida comercial, que avui ha perdut del tot. Hi havia un molí d'oli, paletes, una taverna, un estanc, tres molins de farina i dos hostals, a més de pagesos que produïen cereals, llegums i bestiar, i almenys quatre que feien vi.
Arribats al 1931, a Abella de la Conca venceren clarament les esquerres en un primer moment, per anar-se anivellant els vots d'esquerres i dretes al llarg de les altres eleccions abans del 1939. No consten, a partir del 1936, confiscacions a Abella, si bé de segur que n'hi va haver, perquè s'esmenten en un document de Conques es parla de l'autorització concedida a l'Ajuntament d'Abella per a fer-ne.

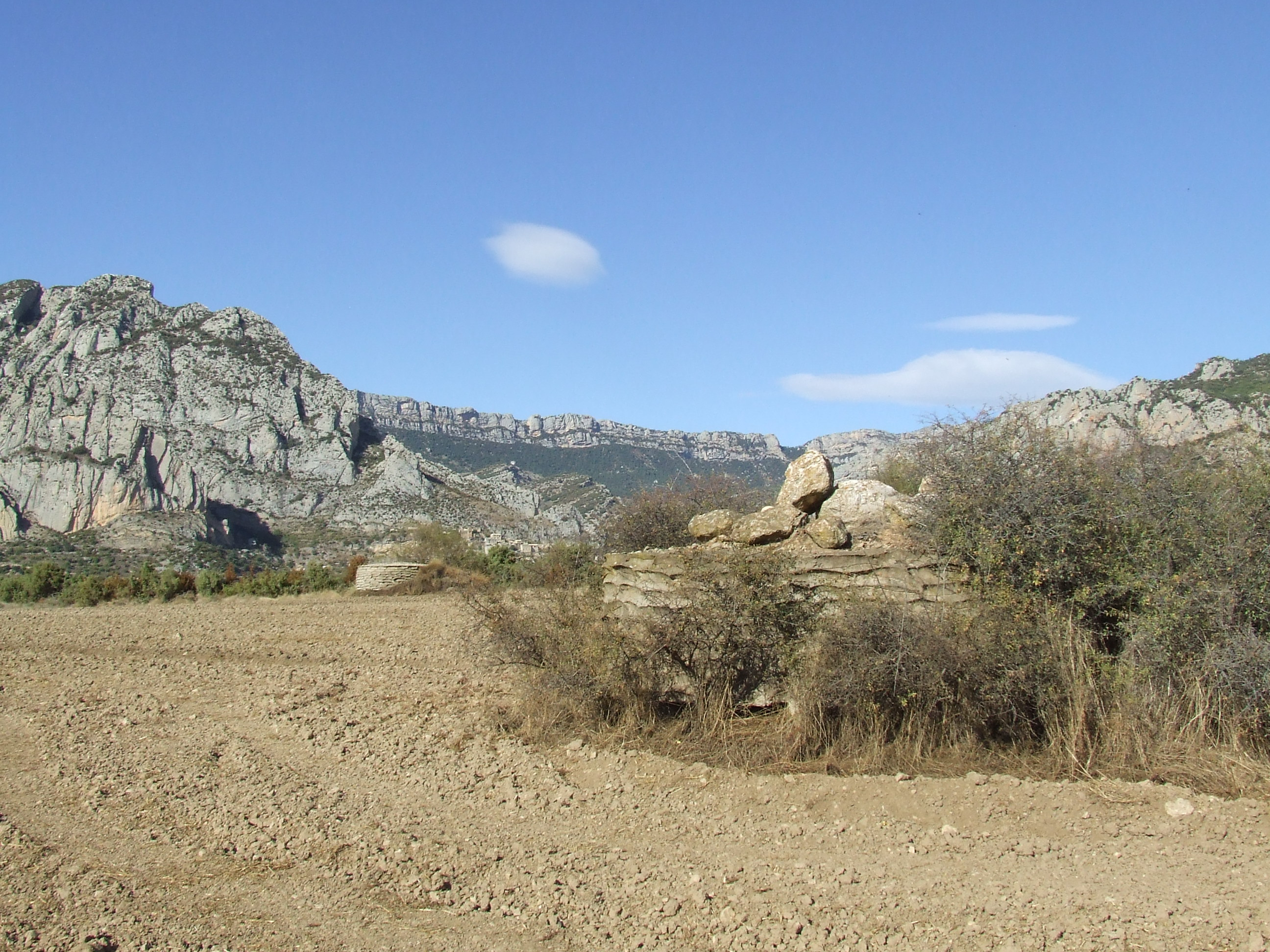
Els búnquers del Cap del Pla

El 7 de març del 1938 les tropes franquistes del Cuerpo de Ejército de Navarra ocuparen Tremp, i avançaren fins a Suterranya, Figuerola d'Orcau, Aransís i Sant Serni el dia 9, per ocupar l'endemà Orcau, Basturs i Sant Salvador de Toló, a més de les muntanyes de la Campaneta, Sant Corneli i el Mont de Conques. Allí detingueren l'avenç, i el front va ser durant 10 mesos a la Conca Dellà. Els republicans de l'XI Cos d'Exèrcit, molt delmat, van establir el centre d'operacions a Abella, controlant Isona, Siall, Llordà, Biscarri, Benavent i Covet. En el decurs d'aquests deu mesos, la major part de poblacions foren bombardejades pels dos bàndols, com Sant Romà d'Abella, o per l'artilleria i aviació franquistes en la resta de casos, i la major part sofriren estralls importantíssims. Tot i això, Abella de la Conca és el terme que va patir menys desperfectes, potser perquè la majoria de combats se'n mantingueren lluny. Els pobles del terme d'Abella de la Conca serviren en molts casos de refugi per a les persones que havien fugit del de més al pla, com Isona, que romanien pràcticament deserts, només habitats pels soldats de l'exèrcit republicà.

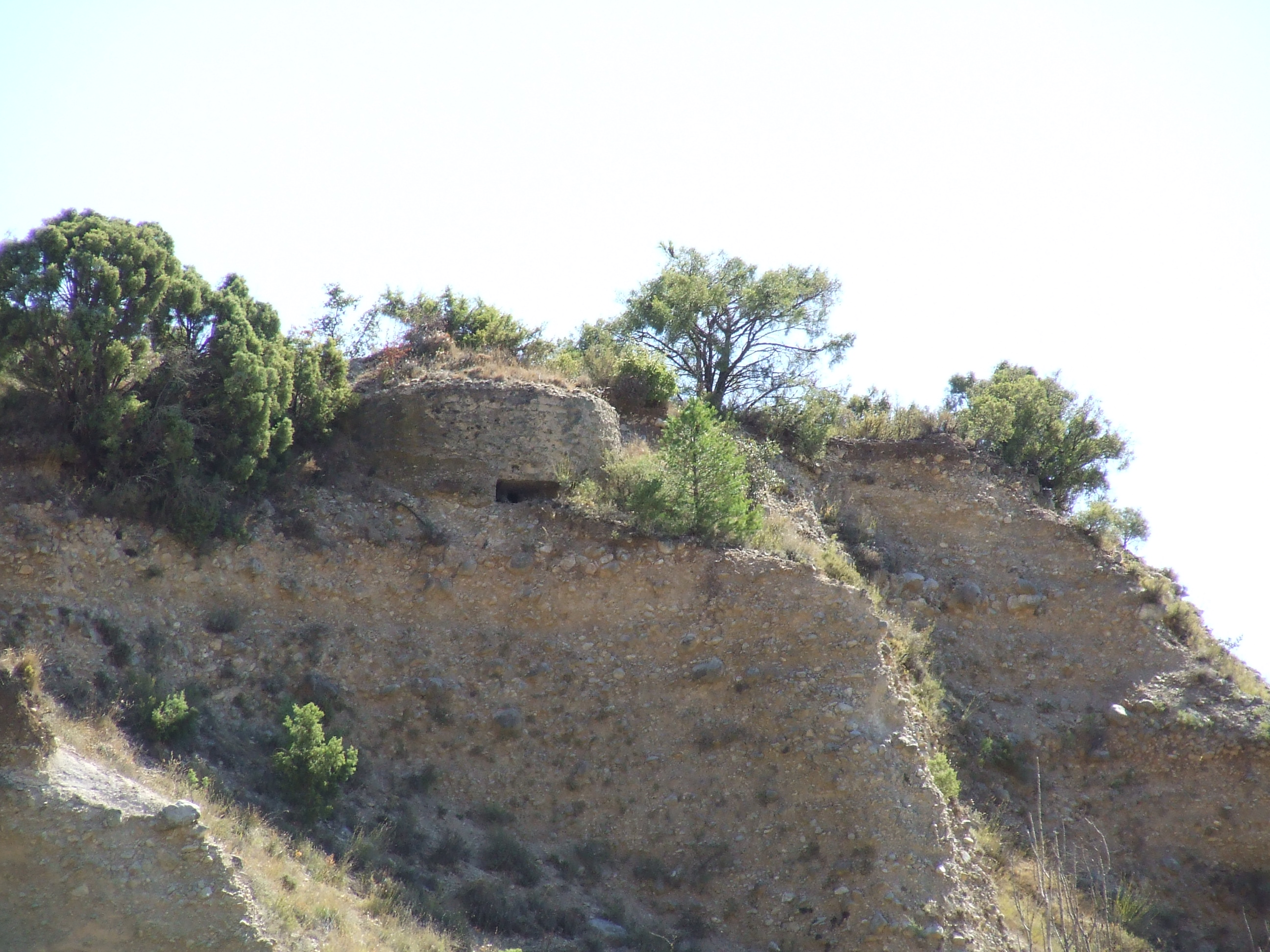
L'Obac de Planers i el seu búnquer

Un bon nombre de ciutadans d'Abella morí en el front de combat o afusellats, per un i altre bàndol, durant o després de la guerra. Bóixols fou un dels pobles que més patiren del desconcert posterior al final de la guerra, amb persones amagades, maquis, guàrdies civils perseguint-los voltant per tot el terme, especialment la part muntanyosa, tradicional refugi des de temps antics per als qui vivien en situació problemàtica o obertament al marge de la societat. Romanalles d'aquests anys convulsos són els diversos búnquers existents en el terme, construïts la major part per l'exèrcit franquista un cop aconseguida la retirada de l'exèrcit constitucional republicà per tal de prevenir un contraatac. N'hi ha dos al Cap del Pla i almenys un altre a l'Obac de Planers.
En l'actualitat, entre el despoblament i la proximitat d'Isona, Abella de la Conca ha anat perdent tota mena de serveis: botigues, establiments turístics, culturals, etcètera. L'escola d'Abella i la de Bóixols foren tancades per manca d'alumnes, però fa uns cinc anys que es va reobrir la de Bóixols (CEiP Bóixols), atesa l'existència d'un nucli suficient de nois i noies en edat d'escolarització. No és així a Abella, on els nens van a l'escola d'Isona, a 3 quilòmetres de distància.
El 2008 la vila d'Abella de la Conca tenia 118 habitants, i el terme, 183.

### Composició de l'Ajuntament

#### Alcaldes
- Ajuntament Constitucional, sorgit de la Constitució de Cadis del 1812:

| - - Antoni Erill (1866) - Benet Faydella (1885) - Pere Bernadó (1889) - Joan Bernadó (1890) - Miquel Erill i Codina (1891-1893) - Ventura Monsó (1893) | - - Andreu Faidella i Gasa (1894-1895) - Joan Bernadó i Puigarnau (1895-1897) - Baptista Faidella i Salvadó (1897-1899) - Jacint Betran (1903) - Josep Bernadó (1906) | - - Miquel Bernadó (1910) (alcalde accidental) - Maties March (1911) - Josep Bernadó (1914) - Josep Monsó i Guitart (1916-1919) - Josep Anell i Llorens (1936) |

- Dictadura del general Franco:
  - Josep Soldevila (1941)
  - Joan Gual (1944)

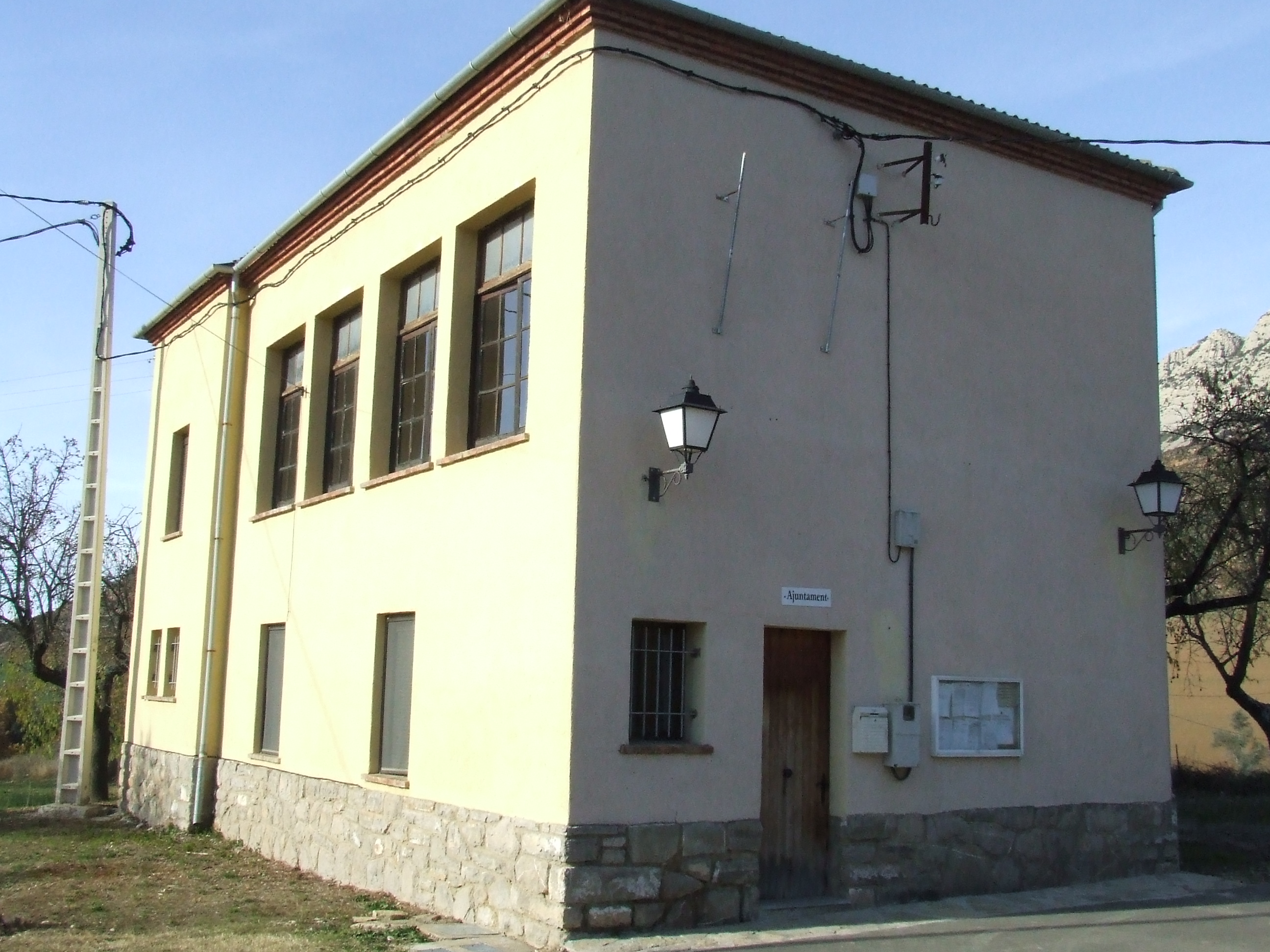
La Casa de la Vila, a les antigues escoles

  - Josep Serbós i Erill (1944 - 1949)
  - Josep Bernadó i Betran (1949 - 1958)
  - Emili Bernadó (1958)
  - Josep Sirera (1958 - 1963)
  - Josep Gual i Guitart (1963 - 1965)
  - Josep Murgó i Ribó (1965 -19.4.1979)
- Transició democràtica i actualitat:
  - Josep Gimó i Graell (19.4.1979 - 9.8.1980)
  - Miquel Erill i Bernadó (24.2.1981 - 7.5.1983)
  - Ramon Bernadó i Murugó (25.5.1983 - 9.6.1987)
  - Adolf Murugó i Erill (2.7.1987 - 27.5.1995)
  - Òscar Boix i Soldevila (17.6.1995 - 12.6.1999)
  - Xavier Bernadó i Murugó (3.7.1999 - 24.5.2003)
  - Julià Sala i Monsó (14.6.2003 - 22.5.2015)
  - Cristina Bordes Servós (24.5.2017 - 19.1.2017)
  - Francesc Xavier Bernadó Vilana (20.1.2017 - actualitat)

#### Regidors
A més, un total de 30 persones han exercit el càrrec de regidor d'aquest ajuntament del 1979 ençà. Sense detallar a quines legislatures pertanyen, són: Maria del Carme Bartra i Ricart, Ramon Bernadó i Murugó, Xavier Bernadó i Murugó, Ramon Bernaus Clotet, Òscar Boix i Soldevila, Cristina Bordes i Servós, Ramona Bosch i Piñol, Josep Maria Cirera i Codina, Miquel Erill i Bernadó, Marcel·lí Folch i Isanta, Arturo Garce Álava, Josep Guimó i Graell, Josep Maria Madrenas i Palou, Dídac Martí i Martínez, Maria Agnès Martínez Navarro, Cristina Massot i Berna, Benvingut Mir i Batalla, Lídia Mir i Parramon, Maribel Mir i Parramon, Josep Morgó Jové, Joan Murgó i Bernadó, Adolf Murugó i Erill, Núria Murugó i Guitart, Josep Murgó i Ribó, Xavier Peralba i Costa, Antoni Rendé i Codina, Francesc Rendé i Murgó, Xavier Rendé i Murgó, Julià Sala i Montsó i Lluís Vilana i Oliva.

##### Legislatura2011-2015
| Candidatura | Candidatura | Cap de llista            | Vots | Regidors | % vots |
| ----------- | ----------- | ------------------------ | ---- | -------- | ------ |
|             | IxA-PM      | Julià Sala Monsó         | 53   | 4        | 49,07  |
|             | ERC         | Cristina Bordes i Servós | 48   | 1        | 44,44  |
|             | CiU         | Marcel·lí Folch Isanta   | 20   | 0        | 18,52  |
|             | PP          | Isaac Biela Blanco       | 0    | 0        | 0      |
| Total       | Total       | 109                      | 109  | 5        |        |

- Julià Sala Monsó (IxA-PM), alcalde, representant del municipi en el Consell Comarcal
- Cristina Massot Berna (IxA-PM), regidora
- Antonio Rendé Codina (IxA-PM), regidor
- Núria Murugó Guitart (IxA-PM), regidora
- Cristina Bordés i Servós (ERC), regidora

##### Legislatura 2015-2019
| Candidatura     | Cap de llista          | Vots | Regidors | % Vots |
| --------------- | ---------------------- | ---- | -------- | ------ |
| JIAB - AM (ERC) | Cristina Bordes Servós | 53   | 4        | 52,48% |
| PM              | Julià Sala Monsó       | 34   | 1        | 33,66% |
| CiU             |                        | 18   | 0        | 17,82% |
| PP              |                        | 0    | 0        | 0      |
| Total           |                        | 105  | 5        |        |

Aquesta legislatura es caracteritzà, fins al moment, pel canvi d'alcalde a principis de l'any 2017. L'alcaldessa fou Cristina Bordes, la qual per motius personals, professionals i tècnics, i la substituí l'actual alcalde, Xavier Bernadó.
- Francesc Xavier Bernadó Vilana (JIAB-AM), alcalde, regidor fins 2017
- Cristina Bordes Servós (JIAB-AM), regidora, alcaldessa fins 2017
- Ada Castello Batalla (JIAB-AM), regidora
- Maria Isabel Mir Parramon (JIAB-AM), regidora

- Julià Sala Monsó (PM), regidor

### Demografia
| 1497 f | 1515 f | 1553 f | 1717 | 1787 | 1857  | 1877  | 1887  | 1900 | 1910 |
| ------ | ------ | ------ | ---- | ---- | ----- | ----- | ----- | ---- | ---- |
| 33     | 25     | 28     | 210  | 309  | 1.224 | 1.057 | 1.043 | 779  | 588  |

| 1920 | 1930 | 1940 | 1950 | 1960 | 1970 | 1981 | 1990 | 1992 | 1994 |
| ---- | ---- | ---- | ---- | ---- | ---- | ---- | ---- | ---- | ---- |
| 710  | 530  | 527  | 471  | 384  | 275  | 184  | 168  | 165  | 165  |

| 1996 | 1998 | 2000 | 2002 | 2004 | 2006 | 2008 | 2010 | 2012 | 2014 |
| ---- | ---- | ---- | ---- | ---- | ---- | ---- | ---- | ---- | ---- |
| 186  | 182  | 197  | 188  | 187  | 186  | 183  | 181  | 174  | 170  |

| 2016 | 2018 | 2020 | 2022 | 2024 | 2026 | 2028 | 2030 | 2032 | 2034 |
| ---- | ---- | ---- | ---- | ---- | ---- | ---- | ---- | ---- | ---- |
| 181  | 181  | 183  | 167  | 158  | -    | -    | -    | -    | -    |

## Llocs d'interès
Com a resum, heus ací un llistat dels llocs d'interès del terme d'Abella de la Conca:

### Històric
| - Vila d'Abella de la Conca - Poble de Bóixols - Poble abandonat de Carreu - Antiga caseria de Faidella - Poble de la Rua - Poble abandonat de la Torre d'Eroles | - Sant Esteve d'Abella de la Conca - Sant Vicenç de Bóixols - La Santíssima Trinitat de Faidella - Santa Maria de Mas Palou - Sant Antoni de la Rua - Santa Cauberola d'Abella de la Conca | - Sant Miquel d'Abella de la Conca - Mare de Déu de Carrànima - Castell d'Abella de la Conca - Pont romànic de Bóixols, o del Molí (Pont del Plomall) - Molí del Pont o del Plomall |

### Paisatgístic

#### Espais d'interès natural
| - Reserva Nacional de Caça de Boumort | - Serra de Carreu | - Serra de Boumort |

#### Altres indrets
| - Vall del riu d'Abella al nord del Forat d'Abella - Vall de Bóixols - Vall de Carreu - Vistes sobre la Conca Dellà, en el sector d'Isona | - Forat d'Abella i plegaments que envolten la vila d'Abella de la Conca - Forat de Bóixols - Serra de Carrànima - Sarsús i Serra de Monteguida |

- Vistes sobre les serres que envolten la vila d'Abella de la Conca (Serra de Monteguida, Serra de Carreu, la Sadella, Serra de Carrànima, etcètera).
- Obagueta del Roser és una obaga dels 1.075 als 1.300 m d'altitud al vessant nord de la Cantonera de les Guineus, a l'esquerra del barranc de la Vall, al davant, a ponent, de los Feixans. Es tracta d'un topònim romànic descriptiu, és una petita obaga on hi hagué un roser.[12][13]

## Activitat econòmica

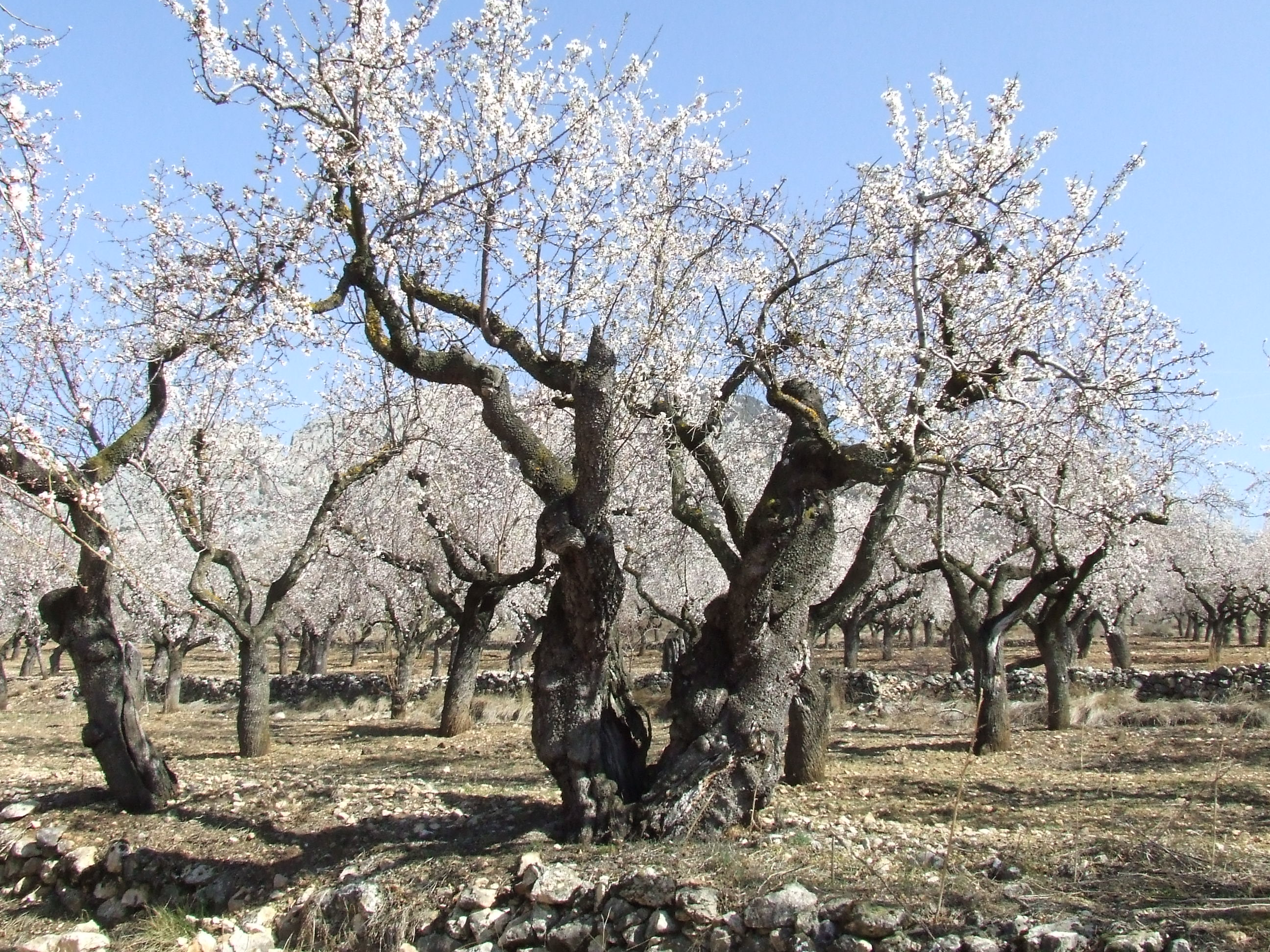
Un ametller de més de 50 anys, a Abella de la Conca

En l'actualitat, l'economia és exclusivament del sector primari. El 1989 es llauraven 735 ha (quasi un 10% de l'extensió del municipi), cosa que suposava un increment respecte d'anys anteriors. Principalment es tracta de conreus de secà: ametllers, cereals, entre els quals destaquen l'ordi, el blat i la civada, i farratge, sobretot lleguminoses. Queden algunes oliveres, antigament molt abundants, però cada dia estan més abandonades; des de principis del segle xx, les oliveres han anat essent substituïdes pels ametllers, que constitueixen una de les bases de l'economia actual d'Abella de la Conca. A la vall del riu d'Abella, tanmateix, hi ha un petit sector amb horta. També es conreen patates a les zones més altes i fresques.
El 1989 hi havia 41 explotacions agràries, la majoria en règim de propietat, cosa que suposa una forta reducció respecte d'anys anteriors. Menys explotacions, però cada cop més extenses.
La major part de les terres del municipi són pastures (3.709 ha) i boscos (alzines i rorures a les parts baixes i pins a les altes).
La ramaderia és cada cop més important, com a molts altres pobles de la comarca. Es tracta sobretot de bestiar porcí (5.503 caps el 1989), però també d'oví (3.280 caps el mateix any). La presència d'altres animals (conills, cabres, vaques) és gairebé testimonial.
De l'antiga activitat minera (es diu que hi hagué una mina d'or, explotada per francesos) no en queda res, però es tenen esments d'explotacions d'on es treia jaspi i lignit.

## Festes i tradicions
La Festa Major d'Abella de la Conca se celebra el primer diumenge d'octubre, per la festa del Roser.
El dilluns de Pentecosta se celebra l'Aplec de la Mare de Déu de Carrànima o Carràmia.
Antigament se celebrava la diada de sant Antoni, amb benedicció dels animals, la Candelera, quan s'anava a cercar la candela que s'encenia l'estiu per tal de desfer les tempestes, el Carnestoltes, on es recollien quatre o cinc calderes de menjar que es duien a la plaça per tal de fer un menjar col·lectiu, anomenat la Guixa, i la major part de diumenges de l'any hi havia ball a la plaça, amb la intervenció d'un acordionista de la comarca o d'alguna de les comarques pirinenques veïnes. Es diu que era tan participatiu i lluït que fins i tot el rector de la parròquia se'l venia a mirar...

## Serveis turístics
Actualment dins del terme d'Abella de la Conca no existeix cap mena de servei de caràcter turístic. No disposa tampoc de cap botiga: la proximitat de la vila d'Isona satisfà totes les necessitats dels habitants d'Abella.

## Comunicacions
Una sola carretera, de caràcter local, relliga Abella de la Conca amb l'exterior. Surt del quilòmetre 3 de la carretera L-511 (Isona - Coll de Nargó), té uns 5 km. de recorregut, i mor al bell mig de la vila d'Abella, tot i que si s'hi arriba en cotxe és recomanable deixar-lo aparcat en algun dels espais que hi ha a la mateixa carretera abans d'acabar de pujar dalt.
No existeix cap mena de transport públic, llevat del transport escolar, que enllaci Abella de la Conca amb cap altre poble. De transport escolar, hi ha un sol servei diari en cada direcció, i només de dilluns a divendres, d'acord amb el calendari escolar.
El terme municipal està solcat per nombrosos camins que asseguren les comunicacions interiors, tot i que alguns han entrat en desús a causa del despoblament sofert al llarg del segle xx. Alguns d'aquests camins són els següents:
| - Camí de les Bordes - Camí del Bosc d'Abella - Carretera del Bosc d'Abella - Camins de Boumort - Pista de Boumort - Camí de Ca l'Andreu - Camí de Ca l'Astor - Camí de Cal Borrell - Camí de Cal Cerdà - Camí de Cal Pere de la Isidra - Camí de Cal Serret - Camí dels Calvaris - Camí de Cal Xinco - Camí de Can Miquel de la Borda - Camí de Caps - Camí de Carreu - Camí de Carrànima - Pista de Carrànima - Camí de Casa Girvàs | - Camí de Casa Grives - Camí de la Casa Vella de Borrell - Camí de la Collada - Camí de la Collada del Trumfo - Camí de Comiols - La Drecera - Camí de les Escomelles - Camí de Faidella - Camí de Fonguera - Camí del Foradot - Ramal de la Granja - Pista del Grau - Camí del Grau - Camí Vell d'Herba-savina a la Molina - Camí d'Isona a Abella de la Conca - Camí de les Llongues - Camí de Mas Palou - Camí de l'Obaga de Toà | - Ramal de l'Olivelles - Pista del Petrol (Abella de la Conca) - Camí de Petrolers - Camí de Pla del Tro - Camí dels Planells - Camí de Planers - Camí dels Plans - Camí del Plomall - Pista del Portell - Pista dels Prats - Camí del Riu - Camí de la Rua - Camí de Sant Romà d'Abella - Pista de la Torre - Camí del Tossal - Camí Vell d'Isona - Camí Nou de les Vielles - Camí Vell de les Vielles |